# Mùa bão Tây Bắc Thái Bình Dương 2020
Mùa bão Tây Bắc Thái Bình Dương 2020 là một sự kiện mà theo đó các xoáy thuận nhiệt đới hình thành ở vùng phía Tây Bắc của Thái Bình Dương trong năm 2020, chủ yếu từ tháng 5-12. Các xoáy thuận hình thành trên toàn Tây Bắc Thái Bình Dương sẽ được đặt tên bởi Cục Khí tượng Nhật Bản JMA. Áp thấp nhiệt đới được Trung tâm Cảnh báo Bão Liên hợp JTWC theo dõi sẽ có thêm hậu tố "W" phía sau số thứ tự của chúng. Áp thấp nhiệt đới trở lên hình thành hoặc di chuyển vào khu vực mà Philippines theo dõi cũng sẽ được đặt tên bởi Cục quản lý Thiên văn, Địa vật lý và Khí quyển Philippines (PAGASA). Đó là lý do đôi khi vì sao một cơn bão lại có hai tên gọi khác nhau. Đây là mùa bão bắt đầu (xuất hiện xoáy thuận nhiệt đới đầu tiên) muộn thứ 6 trong lịch sử. Goni là cơn bão mạnh nhất mùa bão năm 2020.
Mùa bão Tây Bắc Thái Bình Dương 2020 là mùa bão bắt đầu muộn thứ 6 trong lịch sử, sau các mùa bão năm 1973 (bắt đầu ngày 12/05/1973), 1983 (bắt đầu ngày 8/06/1983), 1984 (bắt đầu ngày 7/06/1984), 1998 (bắt đầu ngày 28/05/1998) và 2016 (bắt đầu ngày 25/05/2016). Sau bốn tháng im ắng, cơn bão đầu tiên hình thành ngày 9 tháng 5 (Vongfong) và đổ bộ vào Philippines. Do tác động của pha nóng El Niño vào đầu năm và cuối năm chuyển pha lạnh La Niña, mùa bão 2020 được xem là hoạt động yếu hơn bình thường và yếu hơn mùa bão ở Bắc Đại Tây Dương cùng năm. Quỹ đạo các cơn bão cũng lệch nhiều về Tây với các cơn bão chủ yếu tác động đến bán đảo Triều Tiên, Philippines, Đài Loan, Trung Quốc và Việt Nam. Trong tháng 8 bão Sinlaku đổ bộ vào Thanh Hóa; Nuri (tháng 6), Hagupit, Mekkhala, Higos (tháng 8) gây thiệt hại tại Trung Quốc. Trong tháng 8 và 9, bốn cơn bão Jangmi, Bavi, Maysak, Haishen đổ bộ và gây thiệt hại lớn ở bán đảo Triều Tiên. Nửa cuối tháng 9, trong tháng 10 và nửa đầu tháng 11, sáu cơn bão và một áp thấp nhiệt đới ảnh hưởng trực tiếp đến nước ta, là Noul (đổ bộ Thừa Thiên-Huế), Linfa (đổ bộ Quảng Ngãi), Nangka (đổ bộ Ninh Bình), Molave (đổ bộ Quảng Ngãi), Etau (đổ bộ Khánh Hòa), Vamco (đổ bộ Quảng Bình) cùng áp thấp nhiệt đới Ofel (đổ bộ Đà Nẵng) và hai cơn bão tác động gián tiếp là Saudel (tan ở bờ biển Quảng Bình), Goni (tan ở bờ biển Bình Định) tổ hợp với không khí lạnh, dải hội tụ nhiệt đới và các nhiễu động khác gây mưa lớn, ngập lụt diện rộng và lũ lịch sử gây thiệt hại nặng tại các tỉnh Trung Bộ. Ngoài ra, các cơn bão Molave, Goni và Vamco đều gây thiệt hại nghiêm trọng cả về nhân mạng và tài sản tại Philippines.
Do những thiệt hại nghiêm trọng (hơn 1 tỷ USD) mà lũ lụt ở Trung Bộ gây ra, khởi nguồn từ cơn bão số 6 (Linfa), Tổng cục KTTV đã đề xuất loại bỏ (khai tử) tên bão Linfa ra khỏi danh sách 140 tên bão. Tính đến 17h ngày 21/12/2020, thiên tai tại nước ta gây thiệt hại tổng cộng 35.181 tỷ đồng, 346 người chết, mất tích. Riêng đợt bão, lũ ở Trung Bộ từ ngày 18 tháng 9 đến ngày 16 tháng 11 năm 2020, với các cơn bão số 5, 6, 7, 8, 9, 10, 12, 13, 1 áp thấp nhiệt đới và 1 vùng áp thấp đổ bộ vào các tỉnh từ Ninh Bình đến Khánh Hòa, kèm không khí lạnh, dải hội tụ nhiệt đới và các nhiễu động khác, làm 249 người chết, mất tích (191 người chết, 58 người mất tích, trong đó: bão 25; lũ 78; sạt lở đất 112; thiên tai khác 34) và 705 người bị thương; 1.531 nhà sập, 239.341 nhà bị hư hại, tốc mái, 473.449 lượt nhà bị ngập; 49.931 ha lúa và hoa màu bị thiệt hại; 40.170 con gia súc, 3.636.270 con gia cầm chết, cuốn trôi; 800 km đê kè, kênh mương bị sạt lở, hư hỏng; 213 km bờ biển, sông bị sạt lở; 1.014 km đường giao thông bị sạt lở hư hỏng; khối lượng đất, đá sạt lở khoảng 3,4 triệu m3.
Ước tính thiệt hại về kinh tế khoảng 32.900 tỷ đồng.

## Tóm tắt mùa bão
Thang bão Saffir-Simpson
Trên khu vực TBTBD, sau bốn tháng yên ắng từ tháng 1 đến tháng 4, mùa bão năm 2020 bắt đầu vào ngày 8 tháng 5 (muộn thứ sáu trong lịch sử) khi bão Vongfong hình thành và đổ bộ vào Philippines đúng lúc đại dịch Covid-19 hoành hành ở đây. Sau đó là Nuri tác động đến Philippines và Trung Quốc. Tháng 7 năm 2020 là lần đầu tiên Trung tâm Cảnh báo Bão Liên hợp - Hải quân Hoa Kỳ không ghi nhận bất kỳ xoáy thuận nhiệt đới nào trong tháng 7. Đầu tháng 8, bão Sinlaku hình thành trên biển Đông và đổ bộ Ninh Bình - Thanh Hóa, tác động đến Việt Nam, Lào và Thái Lan. Mùa bão 2020 cũng chứng kiến số xoáy thuận nhiệt đới đổ bộ vào bán đảo Triều Tiên nhiều bất thường với 4 cơn (Jangmi, Bavi, Maysak, Haishen) trong đó có ba cơn có cường độ mạnh, gây thiệt hại nặng nề. Ba cơn bão Hagupit, Mekkhala, Higos đổ bộ vào Trung Quốc. Giữa tháng 9, bão Noul đổ bộ vào Quảng Trị và Thừa Thiên Huế, tác động đến Việt Nam, Lào, Thái Lan và Campuchia. Cuối tháng 9 đầu tháng 10, bão Dolphin, Kujira, Chan-hom hoạt động ở vùng biển phía Nam Nhật Bản. Trong tháng 10, bão Linfa đổ bộ Quảng Nam - Quảng Ngãi, bão Nangka đổ bộ Nam Định - Ninh Bình - Thanh Hóa, ATNĐ Ofel đổ bộ vào Đà Nẵng - Quảng Nam, bão Saudel (suy yếu thành vùng thấp trước khi đi vào Hà Tĩnh - Quảng Bình) và bão Molave đổ bộ Quảng Nam - Quảng Ngãi đã gây lũ lụt nghiêm trọng tại Việt Nam, Campuchia cùng những tác động tại Lào, Thái Lan và Myanmar và đảo Hải Nam (Trung Quốc). Bão Molave và sau đó là bão Goni đổ bộ vào Philippines gây thiệt hại nghiêm trọng. Bão Goni ngày 31 tháng 10 đã trở thành cơn bão mạnh nhất khu vực Tây Bắc Thái Bình Dương năm 2020, cũng như mạnh nhất thế giới năm 2020 tính đến thời điểm hiện tại. Gần như cùng thời điểm và thời gian hoạt động, nhưng bão Atsani yếu hơn nhiều (do bị Goni khống chế), tác động đến đảo Đài Loan. Hai cơn bão đều tan trên khu vực biển Đông (Goni khi sát vùng biển ven bờ Bình Định - Phú Yên thì yếu thành vùng thấp và chạm bờ là tan nhanh). Ngay sau đó, bão Etau và Vamco tác động đến Philippines và Việt Nam. Bão Etau sau đó đổ bộ vào Phú Yên - Khánh Hòa. Bão Vamco gây thiệt hại nặng tại Philippines, đi vào biển Đông, mạnh lên và sau đó đổ bộ vào đất liền Hà Tĩnh - Quảng Bình. Bão Etau, Vamco đều gây ra thiệt hại nghiêm trọng tại Việt Nam. Cuối tháng 12, bão Krovanh đổ bộ vào miền Nam Philippines, gây ra một số thiệt hại và sau đó tác động đến Malaysia, miền Nam Thái Lan.
Nhìn chung, mùa bão Tây Bắc Thái Bình Dương 2020 hoạt động yếu, yếu hơn nhiều so với mùa bão 2020 ở Bắc Đại Tây Dương (năm nay hoạt động mạnh bất thường và đạt kỷ lục của khu vực Bắc Đại Tây Dương). Năn 2020 là lần thứ 3 số bão ở Tây Bắc Thái Bình Dương ít hơn Bắc Đại Tây Dương (hai lần trước là năm 2005, 2010). 

### Trên biển Đông và đất liền Việt Nam
| Phân loại                | Số lượng bão và ATNĐ theo tháng | Số lượng bão và ATNĐ theo tháng | Số lượng bão và ATNĐ theo tháng | Số lượng bão và ATNĐ theo tháng | Số lượng bão và ATNĐ theo tháng | Số lượng bão và ATNĐ theo tháng | Số lượng bão và ATNĐ theo tháng | Tổng |
| Phân loại                | Tháng 6                         | Tháng 7                         | Tháng 8                         | Tháng 9                         | Tháng 10                        | Tháng 11                        | Tháng 12                        | Tổng |
| ------------------------ | ------------------------------- | ------------------------------- | ------------------------------- | ------------------------------- | ------------------------------- | ------------------------------- | ------------------------------- | ---- |
| ATNĐ (cấp 6-7)           | 0                               | 0                               | 0                               | 0                               | 1                               | 0                               | 0                               | 0    |
| Bão, bão mạnh (cấp 8-11) | 1                               | 0                               | 3                               | 1                               | 2                               | 3                               | 1                               | 11   |
| Bão rất mạnh (cấp 12-15) | 0                               | 0                               | 0                               | 0                               | 2                               | 1                               | 0                               | 3    |
| Siêu bão (≥ cấp 16)      | 0                               | 0                               | 0                               | 0                               | 0                               | 0                               | 0                               | 0    |
| Tổng                     | 1                               | 0                               | 3                               | 1                               | 5                               | 4                               | 1                               | 15   |

| Bão số (hoặc ATNĐ số) | Tên quốc tế | Khu vực đổ bộ                    | Tâm bão đi qua | Tâm bão đi qua                          | Thời gian vào bờ | Cấp gió lúc đổ bộ | Cấp bão mạnh nhất trên biển | Các khu vực ảnh hưởng                               |
| Bão số (hoặc ATNĐ số) | Tên quốc tế | Khu vực đổ bộ                    | Tỉnh           | Trạm khí tượng/thủy văn gần bão nhất    | Thời gian vào bờ | Cấp gió lúc đổ bộ | Cấp bão mạnh nhất trên biển | Các khu vực ảnh hưởng                               |
| --------------------- | ----------- | -------------------------------- | -------------- | --------------------------------------- | ---------------- | ----------------- | --------------------------- | --------------------------------------------------- |
| 1                     | Nuri        | Trung Quốc                       | -              | -                                       | 14/6             | Cấp 8             | Cấp 8                       | Bắc Bộ                                              |
| 2                     | Sinlaku     | Bắc Trung Bộ                     | Thanh Hóa      | Nghi Sơn                                | 02/8             | Cấp 7             | Cấp 8                       | Bắc Bộ Bắc Trung Bộ Trung Trung Bộ                  |
| 3                     | Mekkhala    | Trung Quốc                       | -              | -                                       | 11/8             | Cấp 9             | Cấp 9                       | -                                                   |
| 4                     | Higos       | Trung Quốc                       | -              | -                                       | 19/8             | Cấp 10            | Cấp 10                      | Bắc Bộ                                              |
| 5                     | Noul        | Trung Trung Bộ                   | Thừa Thiên-Huế | Cầu Truôi (phía Đông trạm) (H. Phú Lộc) | 18/9             | Cấp 8-9           | Cấp 9-10                    | Bắc Trung Bộ Trung Trung Bộ                         |
| 6                     | Linfa       | Trung Trung Bộ                   | Quảng Ngãi     | TP. Quảng Ngãi                          | 11/10            | Cấp 7             | Cấp 8                       | Bắc Trung Bộ Trung Trung Bộ Nam Trung Bộ Tây Nguyên |
| 7                     | Nangka      | Bắc Bộ                           | Ninh Bình      | Như Tân (H. Kim Sơn)                    | 14/10            | Cấp 7-8           | Cấp 10                      | Bắc Bộ Bắc Trung Bộ Trung Trung Bộ                  |
| ATNĐ tháng 10         | -           | Trung Trung Bộ                   | Đà Nẵng        | Đà Nẵng                                 | 16/10            | Cấp 6             | Cấp 6                       | Bắc Trung Bộ Trung Trung Bộ                         |
| 8                     | Saudel      | Bắc Trung Bộ Yếu thành vùng thấp | Quảng Bình     | -                                       | 26/10            | < Cấp 6           | Cấp 12-13                   | Bắc Trung Bộ Trung Trung Bộ                         |
| 9                     | Molave      | Trung Trung Bộ                   | Quảng Ngãi     | Bình Sơn (H. Bình Sơn)                  | 28/10            | Cấp 11-12         | Cấp 14                      | Bắc Trung Bộ Trung Trung Bộ Nam Trung Bộ Tây Nguyên |
| 10                    | Goni        | Nam Trung Bộ Yếu thành vùng thấp | Bình Định      | -                                       | 06/11            | < Cấp 6           | Cấp 17                      | Trung Trung Bộ Nam Trung Bộ Tây Nguyên              |
| 11                    | Atsani      | Tan trên biển                    | -              | -                                       | -                | -                 | Cấp 10                      | -                                                   |
| 12                    | Etau        | Nam Trung Bộ                     | Khánh Hòa      | Ninh Hòa                                | 10/11            | Cấp 7-8           | Cấp 9                       | Trung Trung Bộ Nam Trung Bộ Tây Nguyên              |
| 13                    | Vamco       | Bắc Trung Bộ                     | Quảng Bình     | Tân Mỹ (TX. Ba Đồn)                     | 15/11            | Cấp 8-9           | Cấp 14                      | Bắc Bộ Bắc Trung Bộ Trung Trung Bộ                  |
| 14                    | Krovanh     | Tan trên biển                    | -              | -                                       | -                | -                 | Cấp 8                       | -                                                   |

Giai đoạn 1 (tháng 6-8; tiền La Nina)
Mùa bão trên biển Đông năm 2020 bắt đầu tương đương TBNN với xoáy thuận đầu tiên là cơn bão số 1 (Nuri) vào ngày 12 tháng 6 và đổ bộ vào Trung Quốc. Sau đó là một tháng rưỡi yên ắng trước khi cơn bão số 2 (Sinlaku) đổ bộ vào đất liền tỉnh Thanh Hoá vào đầu tháng 8, chính thức đánh dấu mùa bão bắt đầu trên đất liền nước ta. Trong tháng 8, bão số 3 (Mekkhala) và 4 (Higos) nối tiếp nhau đổ bộ vào miền Nam Trung Quốc. Bão số 2 tuy không mạnh và bão số 4 tuy đổ bộ vào Trung Quốc nhưng hoàn lưu của hai cơn bão đã gây ra mưa lớn và úng lụt cục bộ tại các tỉnh thành Bắc Bộ, Thanh Hóa, Nghệ An, Hà Tĩnh (đặc biệt tại các tỉnh miền núi Bắc Bộ) trong thời điểm đại dịch Covid-19 hoành hành đợt 2 tại Việt Nam có những diễn biến phức tạp và hơn nữa lại là thời điểm diễn ra Kỳ thi tốt nghiệp trung học phổ thông năm 2020 nên hai cơn bão cũng gây ra những tổn thất nhất định.
Giai đoạn 2 (từ tháng 9 đến hiện tại - La Nina xuất hiện)
La Nina xuất hiện khiến quỹ đạo bão lệch dần về phía Tây nhiều hơn và các cơn bão có xu hướng tiến về khu vực từ Quảng Bình đến Bình Thuận. Giữa tháng 9, cơn bão số 5 (Noul) đổ bộ vào Thừa Thiên-Huế gây thiệt hại nặng nề, 705 tỷ đồng. Sang tháng 10, dải hội tụ nhiệt đới vắt qua Trung Trung Bộ đã tạo nên các nhiễu động và hình thành các xoáy thuận nhiệt đới tiến thẳng về nước ta, tập trung ở Trung và Nam Trung Bộ. Ba ngày sau khi một vùng áp thấp vào Phú Yên - Khánh Hoà, đến ngày 10 tháng 10, bão số 6 (Linfa) hình thành và ngày hôm sau đi vào đất liền tỉnh Quảng Ngãi. Ngay sau đó, trên dải hội tụ tiếp tục hình thành thêm một áp thấp nhiệt đới và mạnh lên thành bão số 7 (Nangka) tuy nhiên đây lại là cơn bão trái mùa đổ bộ vào các tỉnh Nam đồng bằng Bắc Bộ (đi vào địa phận tỉnh Ninh Bình ngày 14 tháng 10). Và gần như ngay lập tức, một áp thấp nhiệt đới khác hình thành trên dải hội tụ và đi vào biển Đông, đổ bộ Đà Nẵng; tiếp đó bão Saudel đi vào biển Đông trở thành bão số 8, nhưng khi tiến gần bờ biển tỉnh Quảng Bình đã suy yếu thành một vùng áp thấp trước khi đi vào và tan dần trên địa phận tỉnh này. Tổ hợp các hình thế trên cùng không khí lạnh đã gây ra đợt mưa rất lớn tại Trung Bộ, kể từ ngày 6/10 cho đến thời điểm hiện tại, trực tiếp gây ra trận lũ lụt lịch sử cho nhiều tỉnh thành, gây thiệt hại nặng nề (riêng bão số 7 gây mưa cho cả Bắc Bộ và làm ngập úng một số địa phương miền Bắc như Nam Định). Cuối tháng 10, cơn bão số 9 (Molave) đi vào biển Đông với cường độ rất mạnh, mạnh cấp 14 giật cấp 17; ngày 28 tháng 10, bão số 9 đổ bộ vào đất liền tỉnh Quảng Ngãi, gây mưa lớn, gió mạnh và gió giật từ cấp 6 đến cấp 14 cùng thiệt hại nặng nề cho khắp các tỉnh Trung và Nam Trung Bộ, Bắc Tây Nguyên. Sang tháng 11, bão số 10 (Goni) tuy đã suy yếu thành vùng thấp và tan trên khu vực bờ biển tỉnh Bình Định nhưng vẫn gây mưa lớn ở Trung Bộ, gây lũ và sạt lở cục bộ tại Quảng Nam. Hai cơn bão gây ra mưa lớn và tiếp tục kéo dài đợt mưa lũ từ đầu tháng 10 kể trên. Cơn bão số 11 (Atsani) chỉ tồn tại ở Đông Bắc biển Đông trong chưa đầy 24 giờ là tan. Ngay sau đó, cơn bão số 12 (Etau) hình thành và đổ bộ vào Khánh Hòa; tiếp đó cơn bão số 13 (Vamco) trở thành cơn bão mạnh nhất năm 2020 trên biển Đông và đổ bộ vào đất liền tỉnh Quảng Bình sau khi đi dọc bờ biển từ Quảng Nam đến Quảng Bình. Hai cơn bão đều gây gió mạnh, trút mưa lớn xuống miền Trung, gây thiệt hại nghiêm trọng và tiếp tục kéo dài đợt mưa lũ đã hoành hành suốt từ đầu tháng 10 ở Trung Bộ. Cơn bão số 14 (Krovanh) là cơn bão cuối mùa, tan ở Nam biển Đông.
Khái quát tổng thể
Trên biển Đông mùa bão 2020 hoạt động khá giống năm 1970, 1983, 1990, 1995, 2005. Mặc dù mặt bằng chung mùa bão ở Tây Bắc Thái Bình Dương hoạt động yếu, song trên biển Đông và đất liền Việt Nam, mùa bão lại hoạt động mạnh và thậm chí là mạnh hơn trung bình nhiều năm, với số bão trên biển Đông là 14/23 cơn (tỷ lệ 60,9%), cao nhất kể từ khi có số liệu quan trắc. Bão và áp thấp nhiệt đới ở nước ta năm 2020: 
- Xuất hiện rải đều các tháng trong năm (từ 6 đến 12), tăng dần đến đạt cực đại vào tháng 10 (4 bão, 1 áp thấp nhiệt đới) và 11 (4 bão), giảm dần về cuối năm.
- Các cơn bão có quỹ đạo chủ yếu theo hướng giữa Tây và Tây Tây Bắc.
- Khi đổ bộ nước ta, bão tập trung chính ở hai khu vực, từ Nam Định đến Thanh Hóa và từ Quảng Bình đến Khánh Hoà.
- Bão và ATNĐ năm 2020 chia làm 3 chùm chính: chùm thứ nhất là các cơn bão đổ bộ vào các tỉnh Nam Định, Ninh Bình, Thanh Hoá (bão số 2, 7); chùm thứ hai là các cơn bão đổ bộ vào (hoặc yếu thành vùng thấp khi tiến sát ven bờ) các tỉnh từ Quảng Bình đến Khánh Hoà, tập trung nhiều bão và ATNĐ nhất (một vùng thấp, một ATNĐ, bão số 5, 6, 8, 9, 10, 12, 13). Chùm bão còn lại (thứ ba) là các cơn bão đổ bộ vào Trung Quốc hoặc tan ở Biển Đông (bão số 1, 3, 4, 11, 14).

Thống kê thiệt hại do mưa, bão, lũ ở nước ta năm 2020
Tính đến ngày 21/12/2020, thiên tai đã làm:
- Về người: 357 người chết, mất tích (291 người chết, 66 người mất tích, trong đó: bão 25; lũ 108; sạt lở đất 132; lốc sét, mưa đá 54; thiên tai khác 38) và 876 người bị thương;
- Về nhà ở: 3.429 nhà sập, 333.084 nhà bị hư hại, tốc mái, di dời khẩn cấp; 511.172 lượt nhà bị ngập.
- Về nông nghiệp: 144 nghìn ha lúa và 54 nghìn ha hoa màu bị thiệt hại; 51.923 con gia súc và 4,11 triệu con gia cầm chết, cuốn trôi.
- Về thủy lợi: 787 km đê kè, kênh mương bị sạt lở, hư hỏng; 272,5 km bờ biển, sông bị sạt lở.
- Về giao thông: 1.190 km đường giao thông bị sạt lở hư hỏng; khối lượng đất, đá sạt lở khoảng 4,1 triệu mét khối.
- Ước tính thiệt hại về kinh tế hơn 37.400 tỷ đồng.[2]

## Danh sách các xoáy thuận nhiệt đới

### Bão Vongfong (Ambo)
Cấp bão Nhật Bản: 85 kt - 960hPa - Bão cuồng phong
Cấp bão Việt Nam: 139 km/h - Cấp 13 - Bão rất mạnh
Cấp bão Philipines: 155 km/h giật 255 km/h- Bão cuồng phong
Cấp bão Hồng Kông: 165 km/h - Bão cuồng phong dữ dội
Cấp bão Hoa Kỳ:100 kt - Bão cuồng phong cấp 3
Cấp bão Đài Loan: 43 m/s - Bão cuồng phong
Cấp bão Hàn Quốc: 40 m/s - Bão cuồng phong
Cấp bão Bắc Kinh-Trung Quốc: 48 m/s - Bão cuồng phong dữ dội
- Tại Samar,Philipines đã quan trắc được cơn gió giật lên tới 71 m/s (255 km/h).
- Chỉ số Drovak T4.5
- Sau hơn 4 tháng không xuất hiện bão, một vùng áp thấp đã phát triển vào ngày 9 tháng 5 bởi JTWC gần Micronesia và có cơ hội phát triển thành một cơn bão nhiệt đới. Ngày hôm sau, JMA đã nâng cấp nó thành áp thấp nhiệt đới ở phía đông Mindanao, Philippines và dự kiến sẽ từ từ di chuyển về phía tây. JTWC sau đó đã đưa ra Cảnh báo hình thành Bão nhiệt đới (TCFA) cho hệ thống chỉ vài giờ sau đó đối lưu mực thấp trung tâm bắt đầu có tổ chức. Cuối ngày hôm đó, PAGASA đã nâng cấp hệ thống thành áp thấp nhiệt đới, đặt tên là Ambo, khi nó trở thành cơn bão nhiệt đới đầu tiên đi vào khu vực trách nhiệm của họ vào năm 2020. Hệ thống bắt đầu trôi chậm về phía tây trong suốt những ngày tiếp theo, dần dần tăng cường. Vào ngày hôm sau, JTWC đã nâng cấp Ambo thành áp thấp nhiệt đới, gán số hiệu cho nó là 01W. Áp thấp nhiệt đới dần dần tăng cường trong suốt cả ngày, được biểu thị bằng một dải mưa được xác định đang phát triển ở phía tây bắc, và bắt đầu quay về hướng bắc. Vào thời điểm này, JMA đã nâng cấp 01W thành một cơn bão nhiệt đới và gán cho nó tên đầu tiên của năm, Vongfong. Ngay sau đó, JTWC đã theo dõi và nâng cấp hệ thống lên cường độ bão nhiệt đới. Nhờ các điều kiện thuận lợi như nước ấm 29-30 °C và độ đứt gió rất thấp, Vongfong bắt đầu tăng cường nhanh chóng vào đầu ngày 13 tháng 5. Ngay sau đó, JMA đã nâng cấp hệ thống thành một cơn bão nhiệt đới dữ dội. Ngay sau đó, JTWC đã nâng cấp cơn bão lên cơn bão cấp 1 với sức gió duy trì trong 1 phút là 130 km/h (80 mph) khi cấu trúc xoáy ngày càng rõ. Cả PAGASA và JMA sau đó đều nâng cấp hệ thống vào cuối ngày. Với JTWC, Vongfong nhanh chóng nâng cấp hệ thống lên cơn bão cấp 2 khi mắt trở nên rõ ràng hơn. Vài giờ sau, Vongfong đạt cơn bão cấp 3 Vongfong đã thực hiện một chu kỳ thay thế mắt và suy yếu trở lại thành cơn bão cấp 2. Bão Vongfong kết thúc chu kỳ thay thế mắt và tăng cường trở lại thành cơn bão cấp 3 ở phía đông đảo Samar. Vào lúc 12:15 PST ngày 14 tháng 5, Vongfong đã đổ bộ tại San Policarpo, Đông Sama. Vongfong dần dần suy yếu ngay sau đó, đi qua đèo Ticao khi nó di chuyển sâu hơn vào đất liền gần Sorsogon. Đến ngày hôm sau, PAGASA đã ghi nhận thêm năm lần đổ bộ: đánh vào các đảo Dalupiri, đảo Capul, đảo Ticao, đảo Burias và San Andres, Quezon ở bán đảo Bondoc của đảo Luzon. Ambo suy yếu thành cơn bão cấp 1 do ma sát với đất liền. Hệ thống tiếp tục suy yếu vào ngày 15 tháng 5 và cả JMA và PAGASA hạ cấp xuống thành một cơn bão nhiệt đới dữ dội. JTWC hạ cấp nó thành một cơn bão nhiệt đới. Bão nhiệt đới dữ dội Vongfong sau đó đã mang theo mưa lớn và gió đến thủ đô Manila và các khu vực khác ở Luzon. Sau đó, bão Vongfong đã đổ bộ lần thứ 7 vào Real, Quezon và bắt đầu tiến sâu vào đất liền vào Luzon, đặc biệt là Bulacan, lượng mưa rất lớn do hoàn lưu của bão bao phủ toàn bộ miền trung Luzon. Vongfong tiếp tục suy yếu, JMA và PAGASA hạ cấp nó thành một cơn bão nhiệt đới khi nó ở trên đất liền Luzon. Xu hướng suy yếu tiếp tục, và đến ngày 16 tháng 5, Vongfong đã rời khỏi vùng đất Luzon vào vùng biển của Biển Tây Philippines, phía tây Ilocos Sur. Sau khi đổ bộ vào nhiều nơi ở Philippines, Bão nhiệt đới Vongfong suy yếu thành Áp thấp nhiệt đới. JTWC sau đó cũng đã hạ cấp Vongfong thành áp thấp nhiệt đới, và ngay sau đó, họ đã đưa ra cảnh báo cuối cùng trên hệ thống, mặc dù JMA giữ nó như một cơn bão nhiệt đới. PAGASA cũng hạ cấp Vongfong xuống áp thấp nhiệt đới. Ngay sau đó, các cơ quan trên đã đưa ra cảnh báo cuối cùng về Vongfong, vì trung tâm lưu thông cấp thấp (LLCC) đã bị lộ ở eo biển Luzon.
- Theo NDRRMC, Bão Vongfong (Ambo) đã gây thiệt hại 1,57 tỷ GBP (31,1 triệu USD) trong nông nghiệp và khiến 5 người thiệt mạng, tính đến ngày 27 tháng 5
- Theo bản tin lúc 10h ngày 16/5 của JMA, cơn bão này có vẻ đã đi vào biển Đông (kinh tuyến 119,9 độ). Tuy nhiên, phía nước ta cho rằng bão chỉ tiệm cận kinh tuyến 120 độ Đông, do đó không công nhận là bão số 1.

### Bão Nuri (Butchoy) - Bão số 1
Cấp bão Nhật Bản: 40 kt - 996 hPa - Bão nhiệt đới
Cấp bão Hoa Kỳ: 35 kt - Bão nhiệt đới
Cấp bão Việt Nam: 65 km/h - Bão thường
Cấp bão Bắc Kinh: 20 m/s (cấp 8)- 995 hPa - Bão nhiệt đới (đánh giá lại vào năm 2021, trước đó cho rằng là bão cấp 9).
Cấp bão Hồng Kông: 75 km/h - Bão nhiệt đới
Cấp bão Đài Loan: 20 m/s - Bão nhiệt đới
Cấp bão Hàn Quốc: 20 m/s - Bão nhiệt đới
Vào ngày 10 tháng 6, JMA đã bắt đầu theo dõi một áp thấp nhiệt đới suy yếu đã phát triển về phía đông đảo Samar của Philippines ở Visayas.Trong ngày hôm sau, PAGASA bắt đầu theo dõi hệ thống, đặt tên địa phương là Butchoy.
Cơn bão sau đó đổ bộ lần đầu tiên vào Đảo Polillo ở Quezon lúc 5:30 chiều PHT, và đổ bộ lần thứ hai vào Infanta, Quezon ngay sau đó.  Ngay sau đó, JTWC đã ban hành Cảnh báo về sự hình thành xoáy thuận nhiệt đới cho cơn bão. Sau đó, JTWC chính thức nâng cấp Butchoy lên thành áp thấp nhiệt đới và đặt tên là 02W. Với môi trường thuận lợi với độ cắt gió thấp theo phương thẳng đứng, luồng gió thổi ra xích đạo vừa phải và nhiệt độ bề mặt biển 30–31 °C, Butchoy bắt đầu mạnh lên ở Biển Đông, trở thành một cơn bão nhiệt đới và nhận tên Nuri từ JMA sau đó cùng ngày. Sau đó, PAGASA đưa ra cảnh báo cuối cùng về Nuri khi nó ra khỏi Khu vực trách nhiệm của Philippines. Đến ngày hôm sau, Nuri mạnh thêm và sau đó đạt cường độ cao nhất, với JMA phân tích sức gió cực đại của cơn bão là 75 km một giờ (47 dặm / giờ). Sáu giờ sau, JTWC nâng cấp Nuri lên thành một cơn bão nhiệt đới. Tuy nhiên, sau đó cùng ngày, JTWC đã hạ cấp Nuri thành áp thấp nhiệt đới, với lý do cơn bão đã trôi vào vùng gió cắt dọc cao. JMA đã làm theo, giáng cấp Nuri thành vùng áp thấp. JTWC đã đưa ra cảnh báo cuối cùng về Nuri khi cơn bão sau đó đổ bộ vào Yanjiang, Trung Quốc. JMA đã làm theo sáu giờ sau đó, đưa ra cảnh báo cuối cùng của họ trên hệ thống.
PAGASA đã ban hành Tín hiệu bão nhiệt đới số 1 cho miền tây Mindanao, miền nam Luzon và Visayas vào ngày 11 tháng 6 khi Butchoy tiến gần đến Philippines.  Sự kết hợp của hệ thống này và gió tây nam thịnh hành đã mang lại mưa rào và dông trên khắp Philippines.  Lượng mưa lớn ở Albay dẫn đến việc kích hoạt các quan chức quản lý rủi ro thiên tai và các tài sản khẩn cấp khác. Những trận mưa từ áp thấp nhiệt đới đã khiến PAGASA tuyên bố bắt đầu mùa mưa ở Philippines vào ngày 12 tháng 6 năm 2020, cũng là trong Ngày Độc lập của đất nước. Ở Hồng Kông, Nuri mang theo mưa lớn. Một người cũng bị chết đuối do nước biển động.

### Áp thấp nhiệt đới Carina
Cấp bão Nhật Bản:1004 hPa - Áp thấp nhiệt đới
Cấp bão Philipines: 45 km/h - Áp thấp nhiệt đới
Cấp bão Hồng Kông: 45 km/h - Áp thấp nhiệt đới
Sau khoảng một tháng không hoạt động, vào ngày 11 tháng 7, JMA đã chỉ định một khu vực áp suất thấp gần Luzon là áp thấp nhiệt đới. Ngày hôm sau, JTWC chỉ định vùng lõm là một khoản đầu tư và có cơ hội phát triển thấp, và sau đó được nâng cấp thành cơ hội trung bình. Vào ngày hôm sau, PAGASA nâng cấp hệ thống áp suất thấp thành áp thấp nhiệt đới và đặt tên là Carina.
Trong một môi trường thuận lợi cho sự phát triển hơn nữa, với độ cắt gió thẳng đứng thấp, dòng chảy ra xích đạo được thiết lập và nhiệt độ bề mặt biển 28–29 °C, Carina thường di chuyển theo hướng bắc-tây bắc cho đến giữa trưa (12:00 UTC) vào ngày 14 tháng 7, khi Carina nhanh chóng suy yếu thành một vùng áp suất thấp, do môi trường bất lợi của gió cắt mạnh và dòng chảy mùa đông phân tán. PAGASA sau đó đưa ra lời khuyên cuối cùng của họ cho Carina, và những tàn tích còn lại tan biến vào ngày 15 tháng 7.
Khi hệ thống áp suất thấp được đặt tên là Carina, PAGASA ngay lập tức đưa Tín hiệu số 1, tín hiệu cảnh báo bão thấp nhất của họ, đến Batanes, Quần đảo Babuyan và phần đông bắc của Cagayan. Do lượng mưa lớn do Carina gây ra, cơn bão đã gây ra một số thiệt hại nhỏ trên Ilocos Norte, Abra và Isabela.

### Bão Sinlaku - Bão số 2
Cấp bão Nhật Bản: 40 kt - 985 hPa - Bão nhiệt đới
Cấp bão Bắc Kinh: 18 m/s - 992 hPa - Bão nhiệt đới
Cấp bão Hoa Kỳ: 45 kt - Bão nhiệt đới
Cấp bão Đài Loan: 18 m/s - Bão nhiệt đới
Cấp bão Việt Nam: Cấp 8 - Bão thường
Cấp bão Hàn Quốc: 18 m/s - Bão nhiệt đới yếu
Cấp bão Hồng Kông: 55 km/h - Áp thấp nhiệt đới
JMA tuyên bố rằng một áp thấp nhiệt đới đã hình thành vào những giờ đầu của ngày 31 tháng 7. Sau đó vào đầu ngày 1 tháng 8, áp thấp này mạnh lên thành Bão nhiệt đới Sinlaku.Sau đó, cơn bão không mạnh lên nhiều, và trong ngày hôm sau, Sinlaku đổ bộ vào miền Bắc Việt Nam.Ngay sau đó, cả hai cơ quan đã đưa ra lời khuyên cuối cùng về cơn bão.
Sinlaku đã tạo ra mưa lớn trên khắp miền Trung và miền Bắc Việt Nam, dẫn đến lũ lụt nghiêm trọng. Hai người chết, một người do bờ kè bị sập và người còn lại do lũ quét. Hàng nghìn ngôi nhà bị ngập và mùa màng bị thiệt hại nặng nề.  Thiệt hại cả nước khoảng gần 5,4 tỷ đồng (232.900 USD). Lũ quét trên khắp Thái Lan cũng khiến hai người thiệt mạng.
Tàn dư của Sinlaku xuất hiện ở Ấn Độ Dương và mạnh lên thành một vùng áp suất thấp được đánh dấu tốt trong khoảng thời gian từ ngày 5 đến ngày 8 tháng 8, tạo ra nhiều trận mưa xối xả ở các khu vực của Ấn Độ. 
- Khoảng 13h ngày 2/8 bão số 2 đổ bộ vào đất liền tỉnh Thanh Hoá, và suy yếu thành ATNĐ. Tâm bão đi qua phía Bắc thị xã Nghi Sơn, tỉnh Thanh Hoá (cụ thể là phía Bắc trạm khí tượng Nghi Sơn).
- Ảnh hưởng của bão, gió mạnh nhất duy trì trong 2 phút, gió giật mạnh nhất và áp suất khí quyển mực nước biển thấp nhất được ghi nhận như sau:

1. Trạm Bạch Long Vĩ: 17 m/s (cấp 7) giật 21 m/s (cấp 9); áp suất 993.4 hPa.
2. Trạm Hòn Dấu: 21 m/s (cấp 9) giật 25 m/s (cấp 10); khí áp 994.6 hPa.
3. Trạm Văn Lí: 19 m/s (cấp 8) giật 23 m/s (cấp 9); khí áp 992.2 hPa.
4. Trạm Tp. Thanh Hóa: 12 m/s (cấp 6) giật 16 m/s (cấp 7); khí áp 987.2 hPa.

### Bão Hagupit (Dindo)
Cấp bão Nhật Bản: 70 kt - 975 hPa - Bão cuồng phong
Cấp bão Hoa Kỳ: 75 kt - Bão cuồng phong cấp 1
Cấp bão Hàn Quốc: 29 m/s - Bão nhiệt đới trung bình
Cấp bão Đài Loan: 33 m/s - Bão cuồng phong
Cấp bão Bắc Kinh: 42 m/s (cấp 14) - 965 hPa - Bão cuồng phong dữ dội (được điều chỉnh sau khi có dữ liệu tốt nhất; trước đó cho rằng đó là bão cấp 13).
Cấp bão Hồng Kông: 130 km/h - Bão cuồng phong
Cấp bão Philipines: Bão nhiệt đới dữ dội
Vào ngày 31 tháng 7, JMA bắt đầu theo dõi một áp thấp nhiệt đới suy yếu đã phát triển trên Biển Philippines. Sau đó, PAGASA đặt tên cho vùng lõm là Dindo. Đến ngày hôm sau, Trung tâm Cảnh báo Bão Liên hợp chỉ định Dindo là 03W. Với điều kiện thuận lợi về độ cắt gió thấp theo phương thẳng đứng, luồng gió thổi mạnh từ xích đạo và nhiệt độ bề mặt biển 31 °C, Dindo đã mạnh lên thành một cơn bão nhiệt đới vào giữa trưa cùng giờ, và Cơ quan Khí tượng Nhật Bản đặt tên nó là Hagupit. Hagupit sau đó bắt đầu tăng cường ở Biển Philippines và đến ngày 2 tháng 8, Hagupit đã được nâng cấp thành bão bởi JTWC. JMA sau đó đã nâng cấp Hagupit thành một cơn bão nhiệt đới nghiêm trọng vào cuối ngày 2 tháng 8. Khi Hagupit ra khỏi Khu vực trách nhiệm của Philippines (PAR), PAGASA đã phát hành bản tin cuối cùng trên hệ thống. Hagupit sau đó được JMA nâng cấp thành bão vào ngày 3 tháng 8, và sau đó sẽ đạt cường độ cao nhất với áp suất 975 hPa. Vào khoảng 19:30 UTC, Hagupit đổ bộ vào Ôn Châu, Trung Quốc, với sức gió 85 dặm / giờ và áp suất 975 mbar (hPa). Sau khi đổ bộ vào đất liền, Hagupit dần suy yếu trước Trung Quốc, và đến đầu ngày 4 tháng 8, JTWC đã hạ cấp bão thành bão nhiệt đới. Khoảng giữa ngày cùng ngày, JTWC hạ cấp Hagupit thành áp thấp nhiệt đới và sau đó đưa ra khuyến cáo cuối cùng của họ về cơn bão, nhưng JMA vẫn theo dõi Hagupit như một cơn bão nhiệt đới. Hệ thống sau đó sẽ trải qua quá trình chuyển đổi ngoại nhiệt đới, quá trình hoàn thành vào ngày 6 tháng 8 và JMA đã đưa ra lời khuyên cuối cùng của họ về Hagupit ngoại nhiệt đới.
Trước Hagupit, giới chức Trung Quốc đã ra lệnh sơ tán các khu vực dễ bị ngập lụt. Hagupit gây ra lượng mưa xối xả trên các khu vực của Trung Quốc, với đỉnh điểm là 13,11 inch (333 mm) tại quận Jingshan của Ôn Châu. 15 người được báo cáo đã chết trên khắp Hàn Quốc, 6 người trong số họ sau một trận lở đất ở tỉnh Chungcheong Nam, 11 người được báo cáo mất tích và 7 người bị thương.

### Bão Jangmi (Enteng)
Cấp bão Nhật Bản: 45 kt - 994 hPa - Bão nhiệt đới
Cấp bão Hoa Kỳ: 40 kt - Bão nhiệt đới
Cấp bão Đài Loan: 20 m/s - Bão nhiệt đới
Cấp bão Trung Quốc: 23 m/s - 992 hPa - Bão nhiệt đới
Cấp bão Philipines: 75 km/h - Bão nhiệt đới
Cấp bão Hồng Kông: 75 km/h - Bão nhiệt đới
Cấp bão Hàn Quốc: 19 m/s - Bão nhiệt đới
Vào ngày 6 tháng 8, Cơ quan Quản lý Dịch vụ Khí quyển, Địa vật lý và Thiên văn Philippines bắt đầu theo dõi một khu vực áp suất thấp phát triển tốt ở phía đông Virac, Catanduanes. Vào ngày hôm sau, Cơ quan Khí tượng Nhật Bản chỉ định khu vực áp thấp là áp thấp nhiệt đới yếu. Mặc dù trung tâm hoàn lưu ở tầng thấp rộng và kéo dài, nó dần dần được tổ chức, khiến Trung tâm Cảnh báo Bão Liên hợp đưa ra Cảnh báo về sự hình thành bão nhiệt đới trên áp thấp.
Vào đầu ngày hôm sau, PAGASA đã nâng cấp nó thành một vùng lõm, đặt tên cho nó là Enteng. Sau đó cùng ngày, JTWC đã chỉ định vùng áp thấp là 05W.  Nhưng gần cuối cùng ngày, Cơ quan Khí tượng Nhật Bản đã nâng cấp áp thấp nhiệt đới lên thành bão nhiệt đới, nhận tên là Jangmi. Như vậy, Jangmi trở thành cơn bão nhiệt đới được đặt tên thứ năm trong mùa bão năm 2020. Vào ngày 9 tháng 8, Jangmi được nâng cấp thành bão nhiệt đới bởi JTWC. Mặc dù đang ở trong điều kiện thuận lợi của độ cắt thẳng đứng thấp và nhiệt độ bề mặt biển 29–30 °C, mức thấp nhất trênhiện ở phía tây của hệ thống cấm Jangmi rộng rãi để tổ chức thêm. Cũng trong khoảng thời gian đó, PAGASA đã bỏ các cố vấn về Jangmi khi nó nhanh chóng rời khỏi Khu vực trách nhiệm của Philippines. Di chuyển về phía bắc với vận tốc 23 hải lý / giờ, JMA báo cáo rằng Jangmi đã đạt đỉnh ở 45 hải lý / giờ (50 dặm / giờ; 85 km / h). Khoảng 05:50 UTC ngày 10 tháng 8, Jangmi đổ bộ vào mũi phía nam của Geojedo, tỉnh Gyeongsang ở Hàn Quốc. JTWC đưa ra lời khuyên cuối cùng về Jangmi vào khoảng 15:00 UTC cùng ngày, và JMA đã đưa ra lời khuyên cuối cùng vào sớm ngày hôm sau, ngày 11 tháng 8.
Jangmi đã giảm lượng mưa như trút nước qua quần đảo Ryukyu của Nhật Bản, với lượng mưa cực đại là 2,2 inch (55,8 mm) được ghi nhận trên đảo Kumejima. Tại Hàn Quốc, lượng mưa ở Jangmi đã giảm tới 2,6 inch (66,04 mm), trong một khu vực đã bị ảnh hưởng nặng nề bởi lũ lụt trong những tháng trước Jangmi.

### Bão Mekkhala (Ferdie) - Bão số 3
Cấp bão Việt Nam: cấp 9 - Bão thường
Cấp bão Nhật Bản: 50 kt - 992 hPa - Bão nhiệt đới dữ dội
Cấp bão Hoa Kỳ: 70 kt - Bão cuồng phong cấp 1
Cấp bão Hồng Kông: 105 km/h - Bão nhiệt đới dữ dội
Cấp bão Bắc Kinh: 38 m/s (cấp 13) - 975 hPa - Bão cuồng phong (được điều chỉnh sau khi có dữ liệu tốt nhất công bố vào năm 2021; trước đó cho rằng là bão cấp 12).
Cấp bão Đài Loan: 23 m/s - Bão nhiệt đới
Cấp bão Hàn Quốc: 21 m/s - Bão nhiệt đới yếu

### Áp thấp nhiệt đới 06W (Gener)
Cấp bão Nhật Bản: 30 kt -Áp thấp nhiệt đới
Cấp bão Hoa Kỳ: 45 kt - Bão nhiệt đới
Cấp bão Đài Loan: 12 m/s - Áp thấp nhiệt đới
Cấp bão Philipines: Áp thấp nhiệt đới

### Bão Higos (Helen) - Bão số 4
Cấp bão Nhật Bản: 55 kt - 992 hPa - Bão nhiệt đới dữ dội
Cấp bão Việt Nam: 93 km/h (cấp 10) - Bão nhiệt đới mạnh
Cấp bão Hoa Kỳ: 55 kt - Bão nhiệt đới
Cấp bão Bắc Kinh: 35 m/s (cấp 12) - 970 hPa - Bão cuồng phong
Cấp bão Đài Loan: 28 m/s - Bão nhiệt đới dữ dội
Cấp bão Hồng Kông: 130 km/h - Bão cuồng phong
Cấp bão Macao: Bão tương đương cấp 14 - Bão cuồng phong dữ dội 
Cấp bão Hàn Quốc: 24 m/s - Bão nhiệt đới yếu.
Cơ sở cho việc nhận định bão đạt cấp 14 dựa vào số liệu gió duy trì trong 60 phút liên tục mạnh nhất là 116.8 -  127.7 km/h ; gió duy trì mạnh nhất trong 10 phút là 133.6 - 138.6 km/h; gió giật mạnh nhất từ 169.6 - 215.6 km/h ghi nhận tại 4 trạm khí tượng trong quá trình đổ bộ và bão có kích thước rất nhỏ; số liệu quan trắc và hình ảnh radar cho thấy bão mạnh hơn đáng kể so với ước tính qua hình ảnh vệ tinh ; qua đó cho thấy  hình ảnh vệ tinh không tương quan hoàn toàn với cường độ.

### Bão Bavi (Igme)
Cấp bão Nhật Bản: 85 kt - 950 hPa - Bão cuồng phong
Cấp bão Hoa Kỳ: 100 kt - Bão cuồng phong cấp 3
Cấp bão Hồng Kông: 165 km/h - Bão cuồng phong dữ dội
Cấp bão Đài Loan: 43 m/s - Bão cuồng phong
Cấp bão Bắc Kinh: 45 m/s - 950 hPa - Bão cuồng phong dữ dội
Cấp bão Hàn Quốc: 45 m/s - Bão nhiệt đới rất mạnh
Cấp bão Philipines: Bão nhiệt đới dữ dội 

### Bão Maysak (Julian)
Cấp bão Nhật Bản: 95 kt -935 hPa - Bão cuồng phong
Cấp bão Hoa Kỳ: 120 kt - Bão cuồng phong cấp 4
Cấp bão Bắc Kinh: 52 m/s - 940 hPa - Siêu bão cuồng phong
Cấp bão Hồng Kông: 195 km/h - Siêu bão cuồng phong
Cấp bão Đài Loan: 48 m/s - Bão cuồng phong
Cấp bão Hàn Quốc: 49 m/s - Bão nhiệt đới rất mạnh
Cấp bão Philipines: 165 km/h - Bão cuồng phong  (trong vùng PAR)

### Bão Haishen (Kristine)
Cấp bão Nhật Bản: 105 kt - 910 hPa - Bão cuồng phong
Cấp bão Hoa Kỳ: 135 kt - Siêu bão cuồng phong cấp 4
Cấp bão Bắc Kinh: 60 m/s - 920 hPa - Siêu bão
Cấp bão Đài Loan: 55 m/s - Bão cuồng phong
Cấp bão Hồng Kông: 215 km/h - Siêu bão cuồng phong
Cấp bão Hàn Quốc: 55 m/s - Bão nhiệt đới siêu mạnh
Cấp bão Philipines: 195 km/h - Bão cuồng phong

### Áp thấp nhiệt đới 12W
Cấp bao Nhật Bản: 30 kt - 1006 hPa - Áp thấp nhiệt đới
Cấp bão Hoa Kỳ: 25 kt - Áp thấp nhiệt đới

### Bão Noul (Leon) – Bão số 5
Cấp bão Nhật Bản: 45 kt -992 hPa - Bão nhiệt đới
Cấp bão Hoa Kỳ: 45 kt - Bão nhiệt đới
Cấp bão Việt Nam: 93 km/h - Cấp 10 - Bão mạnh
Cấp bão Bắc Kinh: 25 m/s - 985 hPa - Bão nhiệt đới dữ dội
Cấp bão Hàn Quốc: 24 m/s - Bão nhiệt đới yếu
Cấp bão Đài Loan: 23 m/s - Bão nhiệt đới
Cấp bão Hồng Kông: 90 km/h - Bão nhiệt đới dữ dội
Cấp bão Philipines: 85 km/h - Bão nhiệt đới (ngoài PAR)
- 9h sáng 18/9, bão số 5 chính thức đổ bộ vào tỉnh Thừa Thiên-Huế, tâm bão đi qua phía Bắc huyện Phú Lộc. Khí áp thấp nhất đo được tại trạm khí tượng Thừa Thiên Huế là 984,6hPa.
- Số liệu quan trắc gió mạnh từ Nam Định đến Thừa Thiên Huế và các đảo ven bờ trong ngày 18/9:
  - Đảo Bạch Long Vĩ (Hải Phòng): 18 m/s (cấp 8) giật 23 m/s (cấp 9)
  - Văn Lý (Nam Định): 14 m/s (cấp 7) giật 25 m/s (cấp 10)
  - Hòn Ngư (Nghệ An): 14 m/s (cấp 7) giật 18 m/s (cấp 8)
  - Cẩm Nhượng (Hà Tĩnh): 14 m/s (cấp 7) giật 23 m/s (cấp 9)
  - Hoành Sơn (Hà Tĩnh): 16 m/s (cấp 7) giật 21 m/s (cấp 9)
  - TP. Hà Tĩnh: 12 m/s (cấp 6) giật 18 m/s (cấp 8)
  - Kỳ Anh (Hà Tĩnh): 15 m/s (cấp 7) giật 20 m/s (cấp 8)
  - Tuyên Hoá (Quảng Bình): 17 m/s (cấp 7)
  - Đồng Hới (Quảng Bình): 12 m/s (cấp 6) giật 17 m/s (cấp 7)
  - Ba Đồn (Quảng Bình): 11 m/s (cấp 6) giật 20 m/s (cấp 8)
  - Cồn Cỏ (Quảng Trị): 19 m/s (cấp 8) giật 24 m/s (cấp 9)
  - Đông Hà (Quảng Trị): 15 m/s (cấp 7) giật 16 m/s (cấp 7)
  - Cửa Tùng (Quảng Trị): 23 m/s (cấp 9) giật 26 m/s (cấp 10)
  - Hải Lăng (Quảng Trị): 20 m/s (cấp 8) giật 26 m/s (cấp 10)
  - Khe Sanh (Quảng Trị): 17 m/s (cấp 7) giật 20 m/s (cấp 8)
  - Huế (TT. Huế): 19 m/s (cấp 8) giật 29 m/s (cấp 11)
  - Đảo Lý Sơn (Quảng Ngãi): 16 m/s (cấp 7) giật 23 m/s (cấp 9)
- Các nơi khác ở ven biển Nghệ An, Đà Nẵng và Quảng Nam có gió giật mạnh cấp 6-8.
- Từ 13 giờ ngày 17/9 đến 13 giờ ngày 18/9, do ảnh hưởng của bão số 5 nên các tỉnh từ Nam Nghệ An đến Quảng Ngãi đã có mưa to đến rất to với lượng mưa phổ biến từ 100-300mm, có nơi trên 300mm
- Tại Thừa Thiên Huế, bão làm hàng loạt cột điện, trụ điện,... bị gãy đổ. Toàn tỉnh bị thiệt hại ít nhất 705 tỷ đồng.

### Bão Dolphin (Marce)
Cấp bão Nhật Bản: 60 kt -975 hPa - Bão nhiệt đới dữ dội
Cấp bão Hoa Kỳ: 55 kt - Bão nhiệt đới
Cấp bão Philipines: 110 km/h - Bão nhiệt đới mạnh (ngoài PAR, bản tin cuối)
Cấp bão Đài Loan: 30 m/s -Bão nhiệt đới dữ dội
Cấp bão Hồng Kông: 110 km/h - Bão nhiệt đới dữ dội
Cấp bão Bắc Kinh: 30 m/s - 975 hPa - Bão nhiệt đới dữ dội
Cấp bão Hàn Quốc: 30 m/s - Bão nhiệt đới dữ dội

### Bão Kujira
Cấp bão Nhật Bản: 60 kt - 980 hPa- Bão nhiệt đới
Cấp bão Hoa Kỳ: 65 kt - Bão cấp 1
Cấp bão Đài Loan: 28 m/s - Bão nhiệt đới dữ dội
Cấp bão Bắc Kinh: 33 m/s - 975 hPa - Bão cuồng phong

Cấp bão Hàn Quốc: 29 m/s - Bão nhiệt đới trung bình

### Bão Chan-hom
Cấp bão Nhật Bản: 70 kt - 965 hPa - Bão cuồng phong
Cấp bão Hoa Kỳ: 80 kt - Bão cuồng phong cấp 1
Cấp bão Hồng Kông: 130 km/h - Bão cuồng phong
Cấp bão Đài Loan: 35 m/s - Bão cuồng phong
Cấp bão Bắc Kinh: 38 m/s - 965 hPa - Bão cuồng phong
Cấp bão Hàn Quốc: 35 m/s - Bão nhiệt đới mạnh

### Bão Linfa - bão số 6
Cấp bão Nhật Bản: 45 kt - 994 hPa - Bão nhiệt đới
Cấp bão Hoa Kỳ: 40 kt - Bão nhiệt đới
Cấp bão Hồng Kông: 65 km/h - Bão nhiệt đới
Cấp bão Đài Loan: 18 m/s - Bão nhiệt đới
Cấp bão Bắc Kinh: 20 m/s - 995 hPa - Bão nhiệt đới
Cấp bão Hàn Quốc: 19 m/s - Bão nhiệt đới yếu
Cấp bão Việt Nam: 65 km/h - Cấp 8 - Bão nhiệt đới
- Lúc 10 giờ ngày 11/10, bão số 6 đã đi vào đất liền tỉnh Quảng Ngãi (tâm bão đi qua TP. Quảng Ngãi) và suy yếu thành áp thấp nhiệt đới.
- Do ảnh hưởng của bão số 6, ở đảo Lý Sơn (Quảng Ngãi) đã quan trắc được gió cấp 8, giật cấp 9; vùng ven biển và đất liền các tỉnh Quảng Nam, Quảng Ngãi có gió giật cấp 6-7 (Tam Thanh (Quảng Nam) 15 m/s (cấp 7), giật 20 m/s (cấp 8)).
- Cái tên Linfa là cái tên thứ hai sau Kai-tak (kể từ khi có danh sách 140 tên bão do Ủy ban Bão quốc tế thiết lập năm 2000) có 4 lần được đặt cho một cơn bão trên biển Đông (sau các năm 2003, 2009, 2015).
- Bão số 6 cùng dải hội tụ nhiệt đới và không khí lạnh, trước đó là vùng thấp 91W (vào Phú Yên - Khánh Hòa) đã gây ra mưa và lũ lụt rất lớn tại các tỉnh miền Trung, một số sông lên trên báo động 3 và thậm chí còn xuất hiện lũ vượt mốc lịch sử, tính đến thời điểm hiện tại có 148 người chết và mất tích cùng thiệt hại rất lớn về người và tài sản. Ngoài ra bão cũng gây mưa lớn và ngập lụt tại miền Bắc Campuchia, làm 39 người chết. Do những thiệt hại nghiêm trọng (hơn 1 tỷ USD) mà lũ lụt ở Trung Bộ gây ra, khởi nguồn từ cơn bão số 6 (Linfa), Tổng cục KTTV Trung ương đã đề xuất loại bỏ (khai tử) tên bão Linfa ra khỏi danh sách 140 tên bão.[1] Tháng 2 năm 2021, tại phiên họp lần thứ 53, Ủy ban Bão Quốc tế đã thống nhất loại bỏ tên bão Linfa (do Macau đề xuất) ra khỏi danh sách tên bão.

### Bão Nangka (Nika) - Bão số 7
Cấp bão Nhật Bản: 45 kt - 990 hPa - Bão nhiệt đới
Cấp bão Hoa Kỳ: 50 kt - Bão nhiệt đới
Cấp bão Hồng Kông: 85 km/h - Bão nhiệt đới
Cấp bão Đài Loan: 23 m/s - Bão nhiệt đới
Cấp bão Bắc Kinh: 25 m/s (cấp 10) - 988 hPa - Bão nhiệt đới dữ dội (đánh giá lại vào năm 2021)
Cấp bão Việt Nam: Cấp 10 - Bão mạnh (theo báo cáo lên Ủy ban Bão)
Cấp bão Hàn Quốc: 23 m/s - Bão nhiệt đới yếu
- Chiều 14/10, bão số 7 (Nangka) đã suy yếu thành ATNĐ. Tới chiều tối, ATNĐ đã đi vào đất liền các tỉnh Nam Định - Ninh Bình - Thanh Hoá với cường độ cấp 6-7 (tâm ATNĐ đi qua xã Kim Đông - Kim Sơn - Ninh Bình, cực Nam của tỉnh Ninh Bình (vùng Bãi Ngang) và đảo Cồn Nổi thuộc huyện Kim Sơn - Ninh Bình vào khoảng 17h30 phút).[5][6]
- Theo dữ liệu đường đi của Cơ quan khí tượng Nhật Bản và Trung tâm Cảnh báo bão Liên hợp - Hải quân Hoa Kỳ, bão số 7 cũng đổ bộ vào Nam Định và Ninh Bình nhưng thời gian là sớm hơn 4-5 giờ đồng hồ so với thời điểm mà nước ta quan trắc được khi bão cập bờ biển tỉnh Ninh Bình. Một số trung tâm khí tượng khác (Thái Lan, Đài Loan,...) cũng ghi nhận bão đổ bộ vào Ninh Bình nhưng các mốc thời điểm bão cập bờ biển tỉnh Ninh Bình gần hơn so với mốc thời gian đổ bộ của Việt Nam.[7] Theo dữ liệu chuẩn (đánh giá lại) ngày 15 tháng 1 năm 2021 của cơ quan khí tượng Nhật Bản, bão số 7 Nangka cũng được điều chỉnh về thời gian đổ bộ. Theo đó bão Nangka đi qua phía cực Nam của đất liền tỉnh Ninh Bình (khoảng 19,9 độ vĩ Bắc) trong khoảng 17h-18h ngày 14/10 sau đó suy yếu nhanh thành một vùng áp thấp trên khu vực giáp ranh Kim Sơn - Ninh Bình và Nga Sơn - Thanh Hóa; điều này khá khớp so với dữ liệu bão của Việt Nam.[8]
- Do ảnh hưởng của bão số 7, gió mạnh nhất và khí áp thấp quan trắc được trong quá trình ảnh hưởng như sau:[9]
  - Bãi Cháy (Quảng Ninh): cấp 7 giật cấp 9; khí áp 1003.4 mb.
  - Văn Lý (Nam Định): cấp 8, giật cấp 10; khí áp 998.5 hPa.
  - Nghĩa Hưng (Nam Định): cấp 7 giật cấp 9.
  - TP. Ninh Bình: cấp 6 giật cấp 8
  - Như Tân (Kim Sơn - Ninh Bình): cấp 7 giật cấp 8.
  - TP. Thái Bình: cấp 6 giật cấp 8.
  - Đảo Bạch Long Vĩ: (Hải Phòng) cấp 9 giật cấp 11; khí áp 997.7 hPa.
  - Đảo Cô Tô (Quảng Ninh): cấp 7 giật cấp 9; khí áp 1002.1 hPa.
  - Nga Sơn (Thanh Hóa): cấp 6 giật cấp 7
  - TP. Thanh Hóa: cấp 5 giật cấp 7; khí áp 1003.8 hPa.
- Ngoài ra một số nơi sâu trong đất liền cũng ghi nhận gió giật mạnh cấp 5-6. Ở khu vực ven biển và đồng bằng Bắc Bộ đã có mưa to, có nơi mưa rất to với lượng mưa từ 01h00 đến 18h00 ngày 14/10 phổ biến 80-180mm.[5]
- Do ảnh hưởng của bão số 7 đổ bộ trực tiếp vào Nam Định và Ninh Bình chiều tối 14/10, hai đoạn mái kè đê biển thuộc địa bàn huyện Hải Hậu (Nam Định) đã bị sập, sạt, với tổng diện tích các hố võng là 278m².

### Áp thấp nhiệt đới Ofel
Cấp bão Nhật Bản: 25 kt - 1002 hPa - Áp thấp nhiệt đới
Cấp bão (Việt Nam): Cấp 6-7 - ATNĐ
Cấp bão Bắc Kinh: 15 m/s - 1000 hPa - Áp thấp nhiệt đới
Cấp bão (Philippines): ATNĐ
- Theo dự báo ban đầu, ATNĐ này sẽ trở thành một cơn bão hướng vể phía Trung Bộ nước ta. Tuy nhiên do bị gió Đông Bắc chi phối, di chuyển nhanh và nhiệt lượng từ biển cung cấp không đủ nên ATNĐ này không thể mạnh lên thành bão như dự kiến trước khi đổ bộ vào Đà Nẵng - Quảng Nam (tâm ATNĐ đi qua phía Nam TP. Đà Nẵng) chiều tối 16/10. Thậm chí nó cũng không thể mạnh lên và giữ nguyên cường độ cấp 6 trong suốt hành trình của mình.
- Tuy vậy, ATNĐ vẫn gây gió mạnh cấp 6 (11 m/s), giật cấp 7 (14 m/s) tại Đông Hà (Quảng Trị); cấp 7 (15 m/s), giật cấp 8 (19 m/s) tại đảo Cồn Cỏ. ATNĐ này hình thành trên dải hội tụ nhiệt đới kết hợp với khối không khí lạnh và hoàn lưu các cơn bão số 6,7 trước đó tiếp tục gây ra mưa lũ lịch sử cho miền Trung.

### Bão Saudel (Pepito) - Bão số 8
Cấp bão Nhật Bản: 65 kt - 975 hPa - Bão cuồng phong
Cấp bão Hoa Kỳ: 80 kt - Bão cuồng phong cấp 1
Cấp bão Hồng Kông: 140 km/h - Bão cuồng phong
Cấp bão Đài Loan: 38 m/s - Bão cuồng phong
Cấp bão Trung Quốc: 38 m/s - 965 hPa - Bão cuồng phong
Cấp bão Việt Nam: 139 km/h (cấp 12-13) - Bão rất mạnh
Cấp bão Hàn Quốc: 35 m/s - Bão mạnh
Cấp bão Philipines: 110 km/h (trong PAR)- Bão nhiệt đới dữ dội
- Bão Saudel là một cơn bão mạnh trên biển Đông, cường độ lúc mạnh nhất đạt cấp 12-13 giật cấp 15. Tuy nhiên do các điều kiện không thuận lợi mà bão nhanh chóng suy yếu khi tiến về vùng biển Hà Tĩnh - Quảng Trị.
- Chiều tối 25/10, bão Saudel suy yếu thành áp thấp nhiệt đới trên vùng biển Hà Tĩnh, Quảng Bình, Quảng Trị. Khuya 25/10, rạng sáng 26/10, khi chưa kịp cập bờ biển tỉnh Quảng Bình, ATNĐ đã suy yếu thành một vùng áp thấp. Vùng áp thấp đi vào đất liền tỉnh Quảng Bình, suy yếu và tan dần trên địa phận tỉnh này.
- Tại Hoành Sơn (Hà Tĩnh) tối 25/10 ghi nhận gió cấp 6, giật cấp 7.

### Áp thấp nhiệt đới 20W
Cấp bão Nhật Bản: 30 kt - 1006 hPa - Áp thấp nhiệt đới
Cấp bão Hoa Kỳ: 30 kt - Áp thấp nhiệt đới

### Bão Molave (Quinta) - Bão số 9
Cấp bão (Việt Nam): cấp 14 (157 km/h) - bão rất mạnh 
Cấp bão Nhật Bản: 90 kt - 940 hPa - Bão cuồng phong
Cấp bão Hoa Kỳ: 105 kt - Bão cuồng phong cấp 3
Cấp bão Đài Loan: 45 m/s - Bão cuồng phong
Cấp bão Hàn Quốc: 40 m/s - Bão nhiệt đới mạnh
Cấp bão Hồng Kông: 165 km/h - Bão cuồng phong
Cấp bão Trung Quốc: 48 m/s (cấp 15)- 950 hPa - Bão cuồng phong dữ dội (đánh giá lại vào năm 2021)
Cấp bão Philipines: Bão cuồng phong
- Đây là lần đầu tiên có một cơn bão chưa vào Biển Đông nhưng đã được phát cảnh báo với cường độ cấp 12 – 13 và khi vào biển Đông đã được phát tin bão khẩn cấp.
- Khoảng 11h50 phút ngày 28/10, bão số 9 đã đổ bộ vào đất liền tỉnh Quảng Ngãi, tâm bão đi qua địa phận huyện Bình Sơn với cường độ cấp 12, giật cấp 15.
- Đây được xem là cơn bão mạnh nhất trong 20 năm qua đổ bộ vào miền Trung nước ta, điều đáng nói là bão đổ bộ khi miền Trung nước ta chưa khắc phục hoàn toàn hậu quả mưa lũ lịch sử, bão chồng lên bão, lũ chồng lên lũ.
- Do ảnh hưởng của bão số 9, tại Bình Châu có gió cấp 12 giật cấp 14, Lý Sơn (Quảng Ngãi) đã có gió mạnh cấp 11 giật cấp 13; đảo Cồn Cỏ (Quảng Trị) có gió mạnh cấp 8, giật cấp 10; Hoài Nhơn (Gia Lai) có gió mạnh cấp 8, giật cấp 9; Trà My (Quảng Nam) có gió mạnh cấp 8, giật cấp 11; ở T.p Huế và T.p Đà Nẵng có gió cấp 6 giật cấp 9-10; ở Sân bay Đà Nẵng có gió mạnh cấp 8, giật cấp 11; An Khê (Gia Lai) có gió mạnh cấp 8, giật cấp 10; các nơi khác ở khu vực ven biển Trung Trung Bộ và Nam Trung Bộ có gió giật cấp 7-8.[9]
- Tại các tỉnh từ Thừa Thiên - Huế đến Phú Yên và Bắc Tây Nguyên có mưa rất to với lượng từ 150-400mm.

### Bão Goni (Rolly) - Bão số 10
Cấp bão (Việt Nam): Cấp 17 (213 km/h) - Siêu bão.
Cấp bão Nhật Bản: 120 kt - 905 hPa - Bão cuồng phong. Chỉ số Drovak: T8.0
Cấp bão Hoa Kỳ: 170 kt - 884 hPa - Siêu bão cuồng phong cấp 5
Cấp bão Đài Loan: 65 m/s - Bão cuồng phong
Cấp bão Hồng Kông: 275 km/h - Siêu bão cuồng phong
Cấp bão Bắc Kinh: 70 m/s - 900 hPa - Siêu bão cuồng phong
Cấp bão Hàn Quốc: 56 m/s- Bão siêu mạnh
Cấp bão Philippines: 225 km/h - Siêu bão cuồng phong
- Khoảng 01:00 giờ sáng ngày 1/11 (giờ Việt Nam), Goni đạt đỉnh với sức gió 1-phút cực đại là 170 kts (315 km/h) - Ngang bằng với bão Haiyan năm 2013 và bão Meranti năm 2016.
- Do ảnh hưởng của áp thấp nhiệt đới suy yếu từ cơn bão số 10 nên các tỉnh từ Quảng Nam đến Bình Định đã có mưa to đến rất to với lượng mưa phổ biến 150-300mm. Ở đảo Lý Sơn (Quảng Ngãi) có gió mạnh cấp 7, giật cấp 8.
- Ngày 5 tháng 11, khi đi vào vùng biển Bình Định - Phú Yên, bão suy yếu thành ATNĐ; sáng 6/11 suy yếu thành vùng áp thấp ở vùng biển ven bờ tỉnh Bình Định, tan ở bờ biển tỉnh này.

### Bão Atsani (Siony) - Bão số 11
Cấp bão Nhật Bản: 50 kt - 992 hPa - Bão nhiệt đới dữ dội
Cấp bão Hoa Kỳ: 55 kt - Bão nhiệt đới
Cấp bão Đài Loan: 28 m/s - Bão nhiệt đới dữ dội
Cấp bão Trung Quốc: 28 m/s - Bão nhiệt đới dữ dội
Cấp bão Philippines: Bão nhiệt đới
Cấp bão Việt Nam: Cấp 10 - Bão nhiệt đới
Cấp bão Hồng Kông: 105 km/h - bão NĐ dữ dội
- Bão Atsani chỉ giữ được cấp bão trên khu vực Đông Bắc biển Đông trong khoảng 15 giờ đồng hồ. Sau đó bão bị không khí lạnh khô xâm nhập vào làm bão yếu đi rất nhanh và nhanh chóng tan trên khu vực Đông Bắc biển Đông sau chưa đầy 24h kể từ lúc nó vượt qua kinh tuyến 120.

### Bão Etau (Tonyo) - Bão số 12
Cấp bão Nhật Bản: 45 kt - 992 hPa - Bão nhiệt đới
Cấp bão Hoa Kỳ: 40 kt - Bão nhiệt đới
Cấp bão (Việt Nam): Cấp 9 (83 km/h)- Bão nhiệt đới
Cấp bão (Philippines): Bão nhiệt đới
Cấp bão (Trung Quốc): 25 m/s (cấp 10) - Bão nhiệt đới dữ dội
Cấp bão (Hồng Kông): 85 km/h - bão nhiệt đới
- Khoảng 10h sáng ngày 10/11, bão số 12 đã đổ bộ vào đất liền tỉnh Khánh Hòa, tâm bão đi qua địa phận TX. Ninh Hòa, cường độ lúc cập bờ là cuối cấp 7, đầu cấp 8.
- Do ảnh hưởng của bão số 12, ở đảo Lý Sơn (Quảng Ngãi) và An Nhơn (Bình Định), Tuy Hòa (Phú Yên) đã có gió mạnh cấp 7, giật cấp 9; Vạn Ninh (Khánh Hoà) có gió cấp 7 giật cấp 10, Sông Cầu (Phú Yên) có gió cấp 8 giật cấp 9.[9] Ở các tỉnh từ Thừa Thiên Huế đến Khánh Hòa và phía Đông của Đắk Lắk đã có mưa to đến rất to với tổng lượng mưa (tính từ 19h ngày 9/11 đến 16h ngày 10/11) phổ biến 100-350mm.

### Bão Vamco (Ulysses) - Bão số 13
Cấp bão Nhật Bản: 85kt - 955 hPa - Bão cuồng phong
Cấp bão Hoa Kỳ: 115 kt - Bão cuồng phong cấp 4
Cấp bão Philippines - 155 km/h giật 255 km/h -Bão cuồng phong
Cấp bão Trung Quốc: 48 m/s (cấp 15) - 945 hPa - Bão cuồng phong dữ dội (đánh giá lại vào năm 2021; trước đó cho rằng 50 m/s).
Cấp bão Việt Nam: Cấp 14 (157 km/h) - Bão cuồng phong
Cấp bão Hồng Kông: 165 km/h - Bão cuồng phong dữ dội
Cấp bão Hàn Quốc: 43 m/s - Bão nhiệt đới mạnh
Cấp bão Đài Loan: 40 m/s - Bão cuồng phong
- Với sức gió 215 km/h (cấp độ 4 thang Saffir-simpson) khi đi qua phía Nam quần đảo Hoàng Sa, Vamco đã trở thành cơn bão mạnh nhất trên khu vực giữa Biển Đông sau 14 năm kể từ khi bão Xangsane năm 2006 đạt được cường độ này. Cơn bão đạt cường độ này trên một vùng biển có nhiệt bề mặt khoảng 26-27 độ C (khá thấp), hàm lượng nhiệt đại dương rất thấp nhưng bù lại độ đứt gió yếu, dòng chảy phân kỳ xuyên tâm mạnh, cùng với sự phát triển bất ngờ của một nguồn điểm nhỏ nhưng rất mạnh ảnh hưởng trực tiếp lên hệ thống bão, dẫn đến việc tạo ra một dòng chảy phân kỳ kép mạnh mẽ khác, tăng đáng kể cơ chế hút gió, thay đổi cấu trúc bão điển hình thành hệ thống bão hình khuyên (là những cơn bão mạnh lên nhanh chóng với một cấu trúc đối xứng có xu hướng bền bỉ và khả năng kháng cự khi gặp phải một môi trường không thuận lợi) và cho phép bão tăng cường nhanh chóng.
- Với việc bão Vamco đi vào biển Đông trở thành cơn bão số 13, trên biển Đông đã ghi nhận thời gian xuất hiện 9 cơn bão liên tiếp nhanh nhất (2 tháng từ 15/9-15/11/2020), ngang bằng kỷ lục năm 2017.
- Vào khoảng 13h20 phút ngày 15/11/2020, bão số 13 đã cập bờ và đi vào đất liền ở khu vực thị xã Ba Đồn, tỉnh Quảng Bình (vùng cửa sông Gianh và trạm thủy văn Tân Mỹ), cường độ cấp 8-9, giật cấp 11-12. Trước đó, từ tối 14/11 đến trưa 15/11, bão số 13 đã đi dọc bờ biển các tỉnh từ phía Bắc Quảng Nam ra đến Quảng Bình, khoảng cách với bờ biển chỉ dao động ở mức 100–200 km, gây gió mạnh và thiệt hại nghiêm trọng cho các tỉnh ven biển Bắc và Trung Trung Bộ.[9]
- Do ảnh hưởng của bão số 13, ở đảo Cồn Cỏ đã quan trắc được gió mạnh cuối cấp 12 (36 m/s), giật cấp 14 (42 m/s) và khí áp thấp nhất 987,1 hPa; Lý Sơn gió mạnh cấp 9 (22 m/s), giật cấp 11 (32 m/s); trên đất liền các tỉnh/thành từ Hà Tĩnh đến Đà Nẵng có gió mạnh cấp 6-7, vùng ven biển gần tâm bão cấp 8-9, giật cấp 11-12 .Trạm Tân Mỹ có gió mạnh cuối cấp 9 (24 m/s) giật cấp 12 (35 m/s).[9] Ở các tỉnh/thành từ Hà Tĩnh đến Quảng Nam đã có mưa to đến rất to với lượng mưa phổ biến trong khoảng 100-250mm.

### Bão Krovanh (Vicky) - Bão số 14
Cấp bão Nhật Bản: 35 kt - 1002 hPa - Bão nhiệt đới
Cấp bão Hoa Kỳ: 30 kt - Áp thấp nhiệt đới
Cấp bão Việt Nam: Cấp 8 - Bão nhiệt đới
Cấp bão Philippines: Bão nhiệt đới
- Đây là lần đầu tiên (kể từ năm 1974), 9 cơn bão liên tiếp trên Tây Bắc Thái Bình Dương cùng đi vào biển Đông (Linfa, Nangka, Saudel, Molave, Goni, Atsani, Etau, Vamco, Krovanh), một điều vô cùng hiếm gặp (cuối năm 1974, đầu năm 1975, đã từng xuất hiện 11 cơn bão liên tiếp trên Tây Bắc Thái Bình Dương và chúng cùng vào biển Đông, cũng trong một chu kỳ La Nina).
- Cơn bão Krovanh - bão số 14 này cũng đưa năm 2020 trở thành năm có tỷ lệ bão trên biển Đông so với khu vực Tây Bắc Thái Bình Dương cao nhất (60,9%).
- Bão số 14 hình thành từ một áp thấp nhiệt đới trên vùng biển miền Nam Philippines, vào biển Đông mạnh lên thành bão và khi đó được dự báo hướng về miền Tây Nam Bộ (từ Sóc Trăng đến Cà Mau). Tuy nhiên, cơn bão này chỉ giữ được cường độ bão (cấp 8) trong khoảng 18 giờ đồng hồ; sau khi suy yếu thành áp thấp nhiệt đới thì tồn tại được thêm khoảng 1 ngày nữa trước khi suy yếu thành ATNĐ và tan dần khi tiến đến phía Tây quần đảo Trường Sa (khu vực bãi Huyền Trân). Nguyên nhân do đới gió Đông Bắc khô trên cao hoạt động mạnh, hàm lượng nhiệt đại duơng thấp và đứt gió mạnh.

### Các xoáy thuận khác

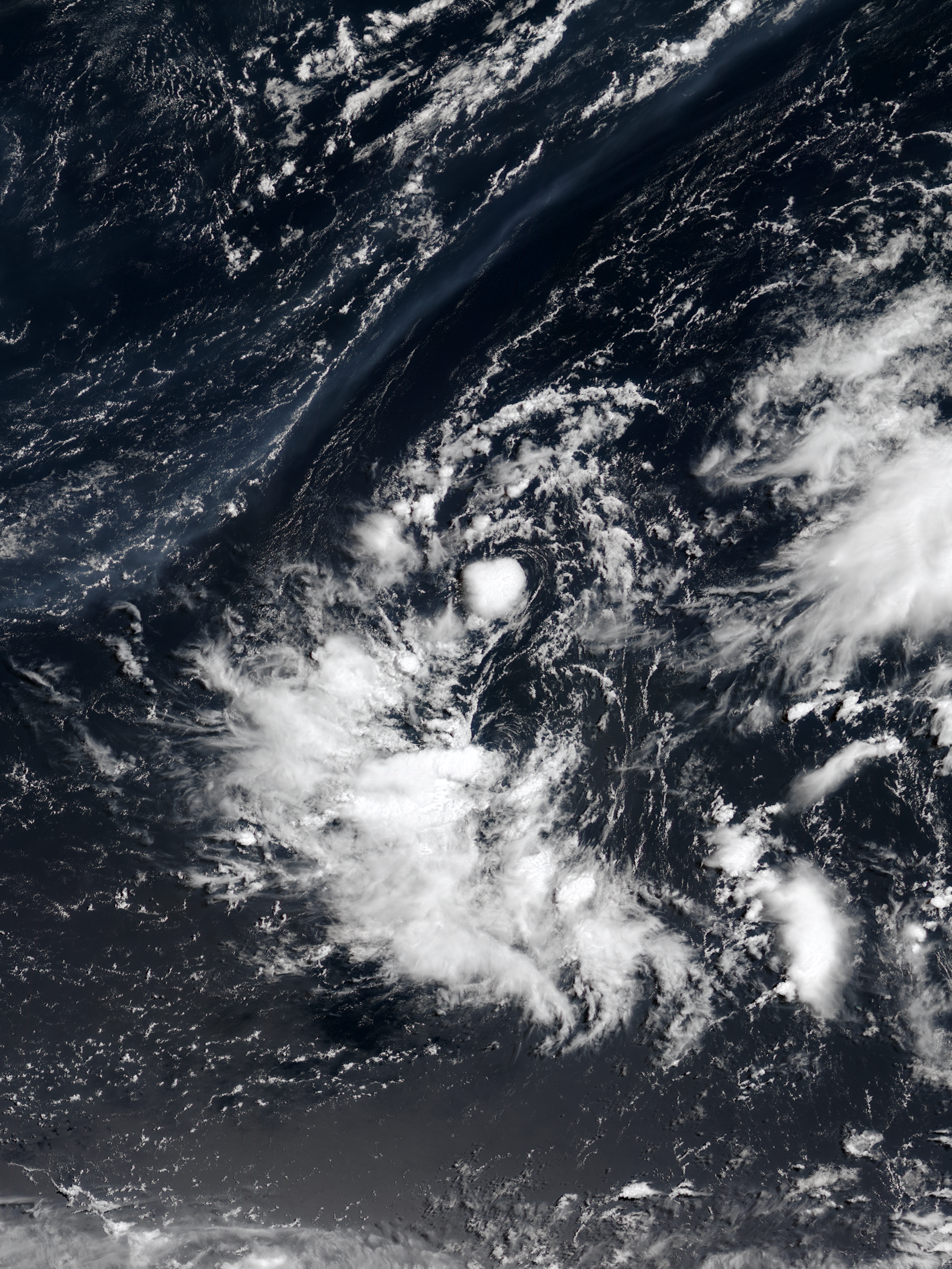
JMA TD 04

Vào cuối ngày 27 tháng 7, JMA bắt đầu theo dõi một áp thấp nhiệt đới yếu trên vùng biển Tây Thái Bình Dương. Sau đó vào ngày hôm sau, hệ thống này được JTWC phân loại không chính thức là áp thấp cận nhiệt đới, khi nó được cho là có khả năng thấp chuyển đổi thành xoáy thuận nhiệt đới. Trong một môi trường cận biên với dòng chảy theo chu kỳ xoáy thuận, gió cắt từ trung bình đến mạnh và nhiệt độ bề mặt biển 28–30 °C, hệ thống được cho là sẽ tái diễn theo hướng cực và bị hấp thụ bởi một mức thấp ngoại nhiệt đới lớn hơn. Tuy nhiên, áp thấp nhiệt đới đã tan vào ngày 30 tháng 7.

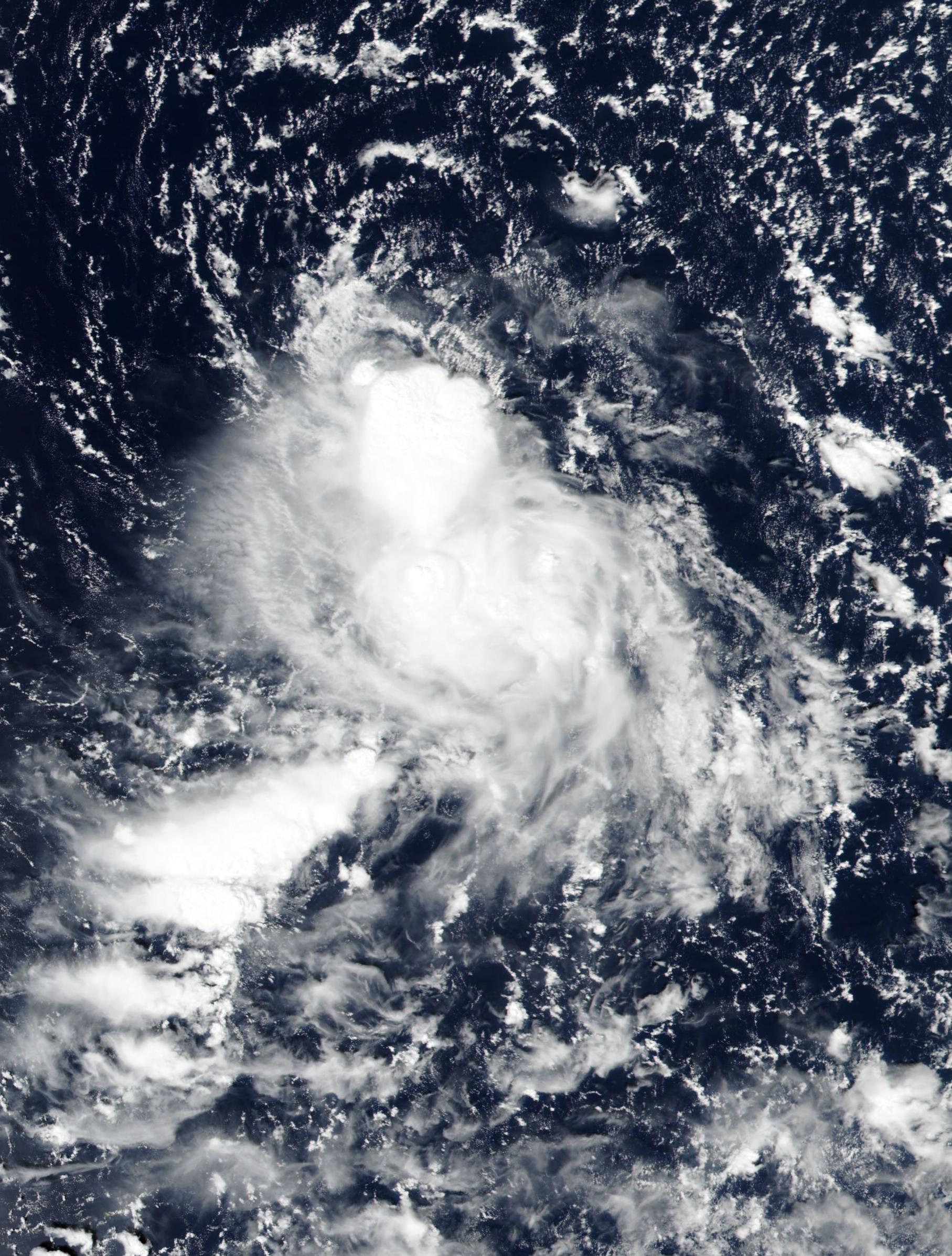
JMA TD 18

JMA bắt đầu theo dõi trên một áp thấp nhiệt đới khác ở phía nam Nhật Bản vào ngày 27 tháng 9. Hệ thống này di chuyển theo hướng đông bắc chung cho đến khi nó được ghi nhận lần cuối vào 18:00 UTC ngày 29 tháng 9.

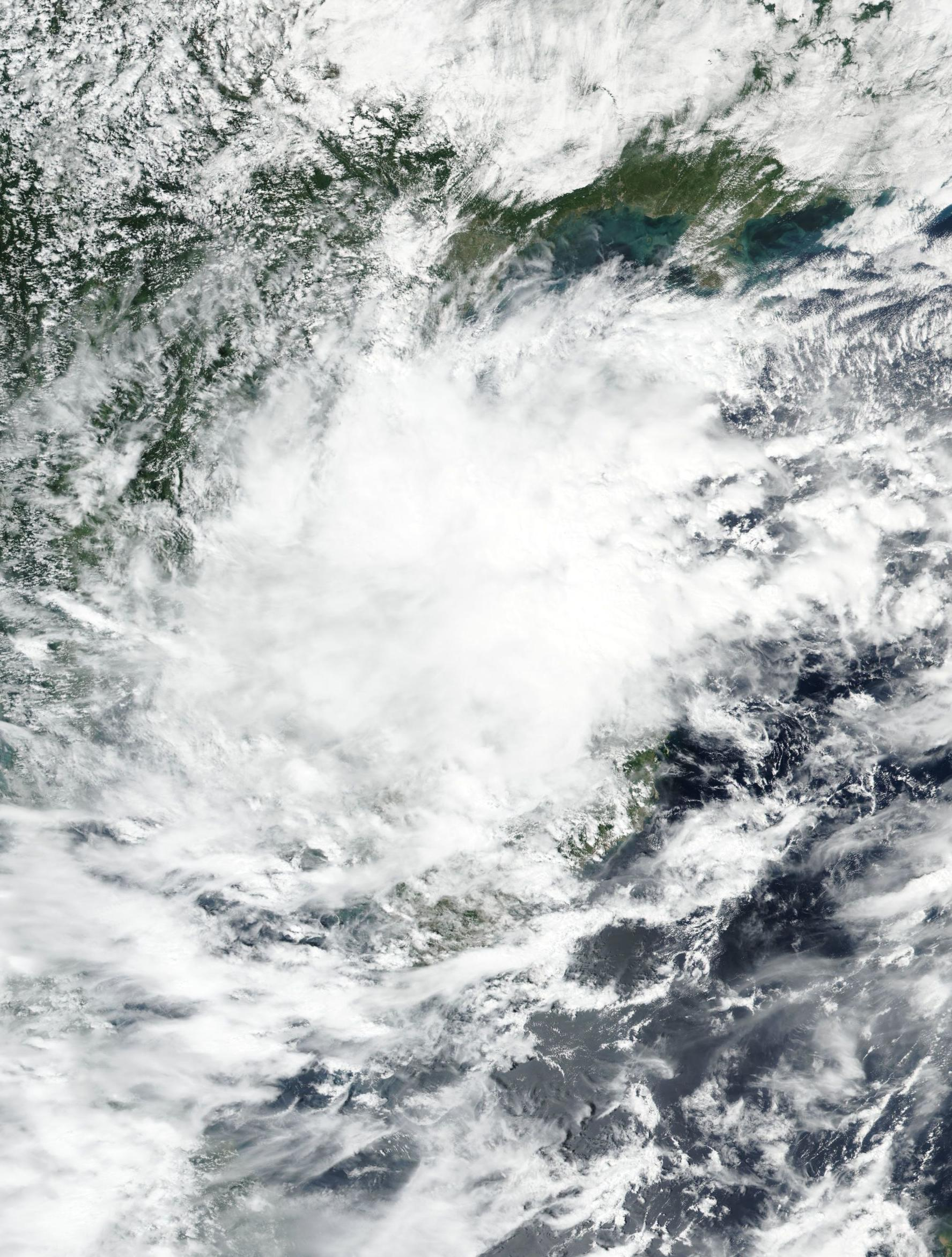
Vùng áp thấp tháng 10 trên biển Đông

Ngày 7/10, Trung tâm Dự báo Khí tượng Thủy văn Việt Nam đã theo dõi một áp thấp nhiệt đới đã đổ bộ vào tỉnh Khánh Hòa. Được tăng cường bởi gió mùa Đông Bắc theo mùa, ở nhiều tỉnh lân cận đã hứng chịu lượng mưa lớn với lượng mưa trung bình 200–300 mm. Tại Sa Huỳnh (Quảng Ngãi), lượng mưa đạt đỉnh là 360 mm. Đến ngày 11/10, lũ lớn đã giết chết 9 người.

## Mùa bão và tên bão

### Bảng thống kê
Đây là bảng của tất cả các cơn bão đã hình thành trong mùa bão năm 2020 ở Tây Bắc Thái Bình Dương. Nó bao gồm tên, ngày tháng, sức gió, áp suất, khu vực đổ bộ, thiệt hại và số người chết được biểu thị bằng chữ in đậm. Cái chết trong ngoặc đơn thường là bổ sung hoặc gián tiếp (một ví dụ về cái chết gián tiếp  là một tai nạn giao thông), nhưng vẫn sẽ liên quan đến cơn bão đó. Thiệt hại và tử vong bao gồm tổng số người bị tai nạn, sóng hoặc lũ lụt... và tất cả các con số thiệt hại là vào năm 2020 được tính bằng USD
| Tên bão                                  | Thời gian hoạt động                        | Cấp độ cao nhất      | Sức gió duy trì    | Áp suất               | Khu vực tác động                                                                 | Tổn thất (USD) | Số người chết | Tham khảo |
| ---------------------------------------- | ------------------------------------------ | -------------------- | ------------------ | --------------------- | -------------------------------------------------------------------------------- | -------------- | ------------- | --------- |
| Vongfong (Ambo)                          | 08-16 tháng 5                              | Bão cuồng phong      | 155 km/h (100 mph) | 960 hPa (28.35 inHg)  | Palau, Philippines                                                               | $50 triệu      | 5             |           |
| Nuri (Butchoy) - Bão số 1                | 10-14 tháng 6                              | Bão nhiệt đới        | 75 km/h (45 mph)   | 996 hPa (29.41 inHg)  | Philippines, Hương Cảng, Bắc Bộ                                                  | Không xác định | 1             |           |
| Carina                                   | 11-15 tháng 7                              | Áp thấp nhiệt đới    | <55 km/h (35 mph)  | 1004 hPa (29.65 inHg) | ÁPhilippines                                                                     | không có       | 1             |           |
| 04W                                      | 27 tháng 7 – 29 tháng 7                    | Vùng nhiệt đới       | <55 km/h (35 mph)  | 1010 hPa (29.83 inHg) | Không có                                                                         | Không có       | Không có      |           |
| Sinlaku - Bão số 2                       | 31 tháng 7 – 3 tháng 8                     | Bão nhiệt đới        | 65 km/h (40 mph)   | 985 hPa (29.35 inHg)  | Bắc Bộ, Bắc Trung Bộ, Lào                                                        | $12 triệu      | 6             |           |
| Hagupit (Dindo)                          | 1 tháng 8 – 5 tháng 8                      | Bão cuồng phong      | 130 km/h (80 mph)  | 975 hPa (28.79 inHg)  | Trung Quốc, Bán đảo Triều Tiên                                                   | $441,2 triệu   | 17            |           |
| Jangmi (Enteng)                          | 8 tháng 8 – 11 tháng 8                     | Bão nhiệt đới        | 85 km/h (50 mph)   | 996 hPa (29.53 inHg)  | Bán đảo Triều Tiên                                                               | Không có       | Không có      |           |
| Gener                                    | 10 tháng 8 – 13 tháng 8                    | Vùng nhiệt đới       | 55 km/h (35 mph)   | 1012 hPa (29.89 inHg) | Quần đảo Bonin, Quần đảo Ryukyu                                                  | Không có       | Không có      |           |
| Mekkhala - Bão số 3 (Ferdie)             | 10 tháng 8 – 12 tháng 8                    | Bão nhiệt đới dữ dội | 95 km/h (60 mph)   | 992 hPa (29.29 inHg)  | Philippines, Trung Quốc                                                          | $159 triệu     | Không có      |           |
| Higos - Bão số 4 (Helen)                 | 17 tháng 8 – 20 tháng 8                    | Bão nhiệt đới dữ dội | 100 km/h (65 mph)  | 992 hPa (29.29 inHg)  | Philippines, Trung Quốc, Bắc Bộ                                                  | $142 triệu     | 7             |           |
| Bavi (Igme)                              | 21 tháng 8 – 27 tháng 8                    | Bão cuồng phong      | 155 km/h (100 mph) | 950 hPa (28.05 inHg)  | Trung Quốc, Bán đảo Triều Tiên                                                   | Không có       | 1             |           |
| Maysak (Julian)                          | 29 tháng 8 – 4 tháng 9                     | Bão cuồng phong      | 175 km/h (110 mph) | 935 hPa (27.6 inHg)   | Quần đảo Ryukyu, Bán đảo Triều Tiên                                              | $100 triệu     | 32            |           |
| Haishen (Kristine)                       | 31 tháng 8 – 8 tháng 9                     | Siêu bão cuồng phong | 195 km/h (120 mph) | 920 hPa (26.87 inHg)  | Đảo Mariana, Đông Bắc Trung Quốc, Nhật Bản, Bán đảo Triều Tiên                   | $100 triệu     | 4             |           |
| 12W                                      | 10 tháng 9 – 12 tháng 9                    | Áp thấp nhiệt đới    | <45 km/h (30 mph)  | 1006 hPa (29.71 inHg) | Không có                                                                         | Không có       | Không có      |           |
| Noul - Bão số 5 (Leon)                   | 15 tháng 9 – 19 tháng 9                    | Bão nhiệt đới        | 85 km/h (50 mph)   | 992 hPa (29.29 inHg)  | Philippines, Trung Trung Bộ, Bắc Trung Bộ, Lào, Thái Lan, Myanmar                | $175 triệu     | 18            |           |
| Dolphin (Marce)                          | 19 tháng 8 – 24 tháng 9                    | Bão nhiệt đới dữ dội | 110 km/h (70 mph)  | 975 hPa (28.79 inHg)  | Nhật Bản                                                                         | Không có       | Không có      |           |
| Kujira                                   | 27 tháng 9 – 1 tháng 10                    | Bão nhiệt đới dữ dội | 110 km/h (70 mph)  | 980 hPa (28.94 inHg)  | Không có                                                                         | Không có       | Không có      |           |
| 18W                                      | 29 tháng 9 – 1 tháng 10                    | Áp thấp nhiệt đới    | <55 km/h (35 mph)  | 1004 hPa (29.65 inHg) | Không có                                                                         | Không có       | Không có      |           |
| Chan-hom                                 | 5 tháng 10 – 12 tháng 10                   | Bão cuồng phong      | 130 km/h (80 mph)  | 965 hPa (28.5 inHg)   | Nhật Bản                                                                         | Không có       | Không có      |           |
| Vùng thấp trên biển Đông                 | 4 tháng 10 – 11 tháng 10                   | Áp thấp nhiệt đới    | <55 km/h (35 mph)  | 1002 hPa (29.59 inHg) | Trung Trung Bộ, Nam Trung Bộ, Tây Nguyên                                         | Không có       | 9             |           |
| Linfa - Bão số 6                         | 9 tháng 10 – 12 tháng 10                   | Bão nhiệt đới        | 75 km/h (45 mph)   | 992 hPa (29.41 inHg)  | Bắc Trung Bộ, Trung Trung Bộ, Nam Trung Bộ, Tây Nguyên, Campuchia, Lào, Thái Lan | $767 triệu     | 197           |           |
| Nangka (Nika) - Bão số 7                 | 11 tháng 10 – 14 tháng 10                  | Bão nhiệt đới        | 85 km/h (50 mph)   | 992 hPa (29.23 inHg)  | Philippines, Trung Quốc, Bắc Bộ, Bắc Trung Bộ, Lào                               | $3 triệu       | 4             |           |
| Ofel                                     | 13 tháng 10 – 16 tháng 10                  | Áp thấp nhiệt đới    | <55 km/h (35 mph)  | 1002 hPa (29.59 inHg) | Philippines, Trung Trung Bộ, Lào                                                 | $27,9 triệu    | 10            |           |
| Saudel (Pepito) - Bão số 8               | 19 tháng 10 – 26 tháng 10                  | Bão cuồng phong      | 140 km/h (85 mph)  | 965 hPa (28.5 inHg)   | Philippines, Nam Trung Quốc, Bắc Trung Bộ, Trung Trung Bộ                        | $2,19 triệu    | Không có      |           |
| 20W                                      | 19 tháng 10 – 22 tháng 10                  | Áp thấp nhiệt đới    | <55 km/h (35 mph)  | 1006 hPa (29.71 inHg) | Không có                                                                         | Không có       | Không có      |           |
| Molave (Qinta) - Bão số 9                | 24 tháng 10 – 29 tháng 10                  | Bão cuồng phong      | 155 km/h (95 mph)  | 950 hPa (28.05 inHg)  | Palau, Philippines, Miền Trung, Tây Nguyên, Lào, Campuchia                       | $645 triệu     | 70            |           |
| Goni (Rolly) - Bão số 10                 | 28 tháng 10 – 6 tháng 11                   | Siêu bão cuồng phong | 220 km/h (140 mph) | 905 hPa (26.10 inHg)  | Phiippines, Nam Trung Bộ, Trung Trung Bộ                                         | $369 triệu     | 27            |           |
| Atsani (Siony) - Bão số 11               | 29 tháng 10 – 8 tháng 11                   | Bão nhiệt đới dữ dội | 95 km/h (60 mph)   | 994 hPa (29.35 inHg)  | Philippines, Đài Loan                                                            | $101 nghìn     | Không có      |           |
| Etau (Tonyo) - Bão số 12                 | 8 tháng 11 – 11 tháng 11                   | Bão nhiệt đới        | 85 km/h (50 mph)   | 992 hPa (29.239 inHg) | Philippines, Nam Trung Bộ, Tây Nguyên, Campuchia                                 | Không có       | 2             |           |
| Vamco (Ulysses) - Bão số 13              | 9 tháng 11 – 15 tháng 11                   | Bão cuồng phong      | 155 km/h (95 mph)  | 950 hPa (28.05 inHg)  | Phillipines, Bắc Bộ, Bắc Trung Bộ, Trung Trung Bộ, Lào, Thái Lan                 | $207 triệu     | 52            |           |
| Krovanh (Vicky) - Bão số 14              | 17 tháng 12 – 24 tháng 12                  | Bão nhiệt đới        | 65 km/h (95 mph)   | 1000 hPa (28.05 inHg) | Phillipines, Nam Bộ, Thái Lan                                                    | $4,48 triệu    | 9             |           |
| Tổng tỷ số mùa bão                       |                                            |                      |                    |                       |                                                                                  |                |               |           |
| 29 xoáy thuận nhiệt đới (Goni mạnh nhất) | 08 tháng 5 năm 2020 – 24 tháng 12 năm 2020 |                      | 220km/h ( 135mph)  | 905 hPa (26.72 inHg)  |                                                                                  | $2,38 tỉ       | 453           |           |

Chú ý – Quy ước các vùng để xác định vùng ảnh hưởng trực tiếp vùng đổ bộ của bão trên đất liền
- - Việt Nam: Bắc Bộ (Bao gồm cả Tây Bắc Bộ, Đông Bắc Bắc Bộ, Đồng bằng Bắc Bộ); Bắc Trung Bộ (Thanh Hóa - Quảng Bình), Trung Trung Bộ (Quảng Trị - Quảng Ngãi), Nam Trung Bộ (Bình Định - Bình Thuận), Tây Nguyên, Nam Bộ (Bao gồm cả Đông Nam Bộ và Tây Nam Bộ). Các vùng này được xác định riêng biệt, không gọi chung là Việt Nam.
  - Trung Quốc: Nam Trung Quốc (Quảng Đông, Quảng Tây, Vân Nam, Hải Nam, Hồng Kông, Ma Cao); Đông Trung Quốc (Phúc Kiến, Chiết Giang, Thượng Hải, Giang Tô, Sơn Đông, Hà Bắc, Bắc Kinh, Thiên Tân và các tỉnh phụ cận); Đông Bắc Trung Quốc (Hắc Long Giang, Cát Lâm, Côn Minh, Nội Mông). Các tỉnh còn lại (chủ yếu khu Tây Tạng, Tây Bắc Trung Quốc) ít hoặc hầu như không chịu ảnh hưởng của xoáy thuận nhiệt đới nên không nói đến. Nếu có 2 vùng trở lên thì gọi chung là Trung Quốc.

### Tên quốc tế
Các xoáy thuận nhiệt đới được đặt tên theo danh sách bên dưới do Trung tâm Khí tượng Chuyên ngành Khu vực ở Tokyo, Nhật Bản, khi một xoáy thuận đạt đến cường độ bão nhiệt đới.. JMA đã chọn các tên trong danh sách 140 tên, được phát triển bởi 14 quốc gia thành viên và lãnh thổ của Ủy ban Bão ESCAP / WMO Typhoon Committee đề xuất. Mỗi nước trong số 14 nước và vùng lãnh thổ thành viên đưa ra 10 tên gọi, được sử dụng theo thứ tự ABC, bằng tên tiếng Anh của quốc gia đó.
Tên bị khai tử được WMO công bố  có các cái tên Linfa,Vongfong,Molave,Vamco. Tên thay thế các cái tên trên sẽ được công bố vào năm 2022. 23 tên trong danh sách đặt tên được liệt kê ở đây cùng với ký hiệu số quốc tế của chúng, đã được sử dụng trong năm 2020.
- Lưu ý: Các cơn bão đang hoạt động không được điều chỉnh đặt tên như các cơn bão đã sử dụng.

| - Vongfong (2001) - Nuri (2002) - Sinlaku (2003) - Hagupit (2004) - Jangmi (2005) - Mekkhala (2006) | - Higos (2007) - Bavi (2008) - Maysak (2009) - Haishen (2010) - Noul (2011) - Dolphin (2012) | - Kujira (2013) - Chan-hom (2014) - Linfa (2015) - Nangka (2016) - Saudel (2017) - Molave (2018) | - Goni (2019) - Atsani (2020) - Etau (2021) - Vamco (2022) - Krovanh (2023) |

### Tên địa phương của Philippines

Khi một xoáy thuận nhiệt đới đi vào khu vực PAGASA theo dõi sẽ được đặt tên bằng danh sách tên bão riêng của họ

- Cục quản lý Thiên văn, Địa vật lý và Khí quyển Philippines (PAGASA) sử dụng danh sách tên bão riêng của họ để đặt cho một xoáy thuận nhiệt đới khi nó đi vào khu vực theo dõi của họ. PAGASA đặt tên cho áp thấp nhiệt đới đã hình thành trong khu vực theo dõi của họ và những xoáy thuận nhiệt đới di chuyển vào khu vực theo dõi của họ. Nếu danh sách các tên trong năm đó bị sử dụng hết, tên sẽ được lấy từ một danh sách phụ trợ, và danh sách tên bão sẽ được đưa ra trước khi mùa bão bắt đầu. Các tên được lấy từ một danh sách các tên, được sử dụng lần cuối trong năm 2016 và được lên kế hoạch sử dụng lại trong năm 2024.  Tất cả các tên đều giống nhau ngoại trừ Kristine, Leon và Nika, thay thế tên Karen, Lawin và Nina sau khi bị khai tử.
- Lưu ý: Các cơn bão đang hoạt động không được điều chỉnh đặt tên như các cơn bão đã sử dụng.

|  | - Ambo (2001) - Butchoy (2002) - Carina (2003) - Dindo (2004) - Enteng (2005) - Ferdie (2006) | - Gener - Helen (2007) - Igme (2008) - Julian (2009) - Kristine (2010) - Leon (2011) | - Marce (2012) - Nika (2016) - Ofel - Pepito (2017) - Quinta (2018) | - Rolly (2019) - Siony (2020) - Tonyo (2021) - Ulysses (2022) - Vicky (2023) |  |

### Số hiệu cơn bão tại Việt Nam
Ở Việt Nam một cơn bão được đặt số hiệu khi nó đi vào vùng thuộc phạm vi theo dõi của Trung tâm Dự báo Khí tượng Thủy văn Trung ương được xác định trên biển Đông phía Tây kinh tuyến 120 độ kinh Đông và phía bắc vĩ tuyến 5 độ vĩ Bắc. Số hiệu của bão được đặt theo số thứ tự xuất hiện của nó trong năm ví dụ: Bão số 1, bão số 2,...
Năm 2020, trên biển Đông đã ghi nhận 14 cơn bão nhiệt đới và 01 áp thấp nhiệt đới được nước ta công nhận. Tổng số bão và ATNĐ đang cao hơn TBNN; trong đó số bão trên biển Đông hiện đang cao hơn TBNN khoảng 4 cơn, số ATNĐ ít hơn khoảng 1-2 cơn. Bão số 1 xuất hiện ngày 12/06/2020. Trong mùa mưa bão năm 2020, có 1 cơn bão đổ bộ vào khu vực Bắc Bộ, 6 cơn bão và 1 ATNĐ đổ bộ vào khu vực Trung Bộ và tập trung ở các tỉnh từ Quảng Bình đến Khánh Hòa, 2 cơn bão ảnh hưởng gián tiếp đến các tỉnh miền Trung.
Dưới đây là các cơn bão đã được Trung tâm Dự báo Khí tượng Thủy văn Trung ương đặt số hiệu trong năm 2020 (kèm theo là vùng đổ bộ):
- Bão số 1 (Nuri) - Đổ bộ Nam Trung Quốc.
- Bão số 2 (Sinlaku) - Đổ bộ vào phía Nam tỉnh Thanh Hóa.
- Bão số 3 (Mekkhala) - Đổ bộ vào phía Đông Nam Trung Quốc.
- Bão số 4 (Higos) - Đổ bộ Nam Trung Quốc.
- Bão số 5 (Noul) - Đổ bộ vào phía Nam tỉnh Thừa Thiên-Huế.
- Bão số 6 (Linfa) - Đổ bộ vào tỉnh Quảng Ngãi.
- Bão số 7 (Nangka) - Đổ bộ vào phía Nam tỉnh Ninh Bình.
- Bão số 8 (Saudel) - Suy yếu thành vùng áp thấp và đi vào đất liền tỉnh Quảng Bình.
- Bão số 9 (Molave) - Đổ bộ vào tỉnh Quảng Ngãi.
- Bão số 10 (Goni) - Tan ở bờ biển tỉnh Bình Định.
- Bão số 11 (Atsani) - Tan ở Đông Bắc Biển Đông.
- Bão số 12 (Etau) - Đổ bộ vào tỉnh Khánh Hòa.
- Bão số 13 (Vamco) - Đổ bộ vào phía Bắc tỉnh Quảng Bình.
- Bão số 14 (Krovanh) - Tan ở Nam Biển Đông.

Ngoài ra, còn áp thấp nhiệt đới sau, được đánh số theo tháng:
- Áp thấp nhiệt đới Tháng 10 (Ofel) - Đổ bộ vào thành phố Đà Nẵng sau đó đi vào nước Lào.

Chú ý
- Nếu bão ở trên biển Đông đang hoạt động mà chưa đến đất liền thì được coi như là Chưa đổ bộ, còn nếu bão vào đất liền thì được coi như là Đổ bộ vào tỉnh nào/Khu vực nào. Ngoài ra nếu bão tan trên Biển Đông được gọi là Tan trên biển. Tỉnh ven biển đầu tiên mà tâm bão đi qua tại Việt Nam được tính là nơi đổ bộ chính thức của bão ở nước ta.